# Saison 5 de Top Chef
Ne doit pas être confondu avec Saison 5 d'Objectif Top Chef.
La cinquième saison de Top Chef, émission de télévision franco-belge de télé-réalité culinaire est diffusée sur M6 et sur RTL-TVI à partir du 20 janvier 2014 et jusqu'au 21 avril 2014. Elle est animée par Stéphane Rotenberg.
Pierre Augé (34 ans) a remporté cette édition et 62 480 €.

## Participants

### Candidats
La saison 5 de Top Chef comporte vingt-deux candidats dont douze nouveaux candidats et dix anciens participants,,.
Les dix anciens candidats en lice sont :
- saison 1 : Pierre Augé et Yoaké San ;
- saison 2 : Tiffany Depardieu et Alexis Braconnier ;
- saison 3 : Noémie Honiat et Ruben Sarfati ;
- saison 4 : Quentin Bourdy, Julien Hagnery, Latifa Ichou et Étienne Geney ;

| Candidat | Candidat                        | Âge    | Localisation                           | Profession                                                                  | Statut                                                                       |
| -------- | ------------------------------- | ------ | -------------------------------------- | --------------------------------------------------------------------------- | ---------------------------------------------------------------------------- |
| ♂        | Pierre Augé                     | 34 ans | Béziers (Hérault)                      | Chef de son restaurant - Finaliste de la saison 1                           | Gagnant                                                                      |
| ♂        | Thibault Sombardier             | 28 ans | Paris                                  | Chef 1 étoile                                                               | Finaliste (Deuxième)                                                         |
| ♀        | Noémie Honiat                   | 24 ans | Saint-Laurent-du-Var (Alpes-Maritimes) | Chef Pâtissière - Ancienne candidate de la saison 3                         | Finaliste (Troisième)                                                        |
| ♂        | Steven Ramon                    | 27 ans | Faumont (Nord)                         | Ancien chef de cuisine                                                      | Demi-finaliste                                                               |
| ♂        | Alexis Braconnier               | 23 ans | Saint-Tropez (Var)                     | Chef de cuisine - Ancien candidat de la saison 2                            | Éliminé le 7 avril 2014                                                      |
| ♀        | Anne-Cécile Degenne             | 31 ans | Manille (Philippines)                  | Chef de cuisine                                                             | Éliminée le 31 mars 2014                                                     |
| ♂        | Julien Duboué                   | 31 ans | Paris                                  | Chef de cuisine, Propriétaire                                               | Éliminé le 27 janvier 2014 Réintégré le 10 mars 2014 Éliminé le 24 mars 2014 |
| ♂        | Julien Lapraille                | 26 ans | Marbehan (Belgique)                    | Cuisinier à domicile                                                        | Éliminé le 17 mars 2014                                                      |
| ♂        | Jean-Edern Hurstel              | 33 ans | Dubaï (Émirats arabes unis)            | Chef exécutif                                                               | Éliminé le 10 mars 2014                                                      |
| ♀        | Jennifer Taïeb                  | 28 ans | Paris                                  | Chef exécutive                                                              | Éliminée le 3 mars 2014                                                      |
| ♂        | Jérémy Brun                     | 25 ans | Nice (Alpes-Maritimes)                 | Second de cuisine                                                           | Éliminé le 3 mars 2014                                                       |
| ♂        | Jordan Vignal                   | 18 ans | Machilly (Haute-Savoie)                | Apprenti                                                                    | Éliminé le 17 février 2014                                                   |
| ♂        | Mohamed Si Abdelkader Benmoussa | 21 ans | Villeparisis (Seine-et-Marne)          | Apprenti                                                                    | Éliminé le 10 février 2014                                                   |
| ♀        | Marjorie Maltais                | 36 ans | Québec (Canada)                        | Consultante                                                                 | Éliminée le 3 février 2014                                                   |
| ♀        | Latifa Ichou                    | 35 ans | Paris                                  | Chef de partie d'un restaurant 1 étoile - ancienne candidate de la saison 4 | Éliminée le 3 février 2014                                                   |
| ♂        | Dieuveil Malonga                | 21 ans | Marseille (Bouches-du-Rhône)           | Demi-chef de partie                                                         | Éliminé le 27 janvier 2014                                                   |
| ♂        | Étienne Geney                   | 24 ans | Marseille (Bouches-du-Rhône)           | Ancien candidat de la saison 4                                              | Éliminé le 20 janvier 2014                                                   |
| ♂        | Quentin Bourdy                  | 24 ans | Villefranche-de-Rouergue (Aveyron)     | Ancien candidat de la saison 4                                              | Éliminé le 20 janvier 2014                                                   |
| ♂        | Ruben Sarfati                   | 20 ans | Paris                                  | Ancien candidat de la saison 3                                              | Éliminé le 20 janvier 2014                                                   |
| ♀        | Tiffany Depardieu               | 25 ans | Paris                                  | Ancienne candidate de la saison 2                                           | Éliminée le 20 janvier 2014                                                  |
| ♂        | Julien Hagnery                  | 40 ans | Paris                                  | Ancien candidat de la saison 4                                              | Éliminé le 20 janvier 2014                                                   |
| ♀        | Yoaké San                       | 29 ans | Paris                                  | Ancienne candidate de la saison 1                                           | Éliminée le 20 janvier 2014                                                  |

## Liste des épisodes

### 1erépisode
Cet épisode est diffusé pour la première fois le lundi 20 janvier 2014.
Dans le premier épisode de cette saison, dix anciens candidats de Top Chef s'affrontent pour essayer d'intégrer le concours. Pierre Augé et Yoaké San (participants de la saison 1), Tiffany Depardieu et Alexis Braconnier (saison 2), Noémie Honiat et Ruben Sarfati (saison 3), Étienne Geney, Latifa Ichou, Julien Hagnery et Quentin Bourdy (saison 4) arrivent les uns après les autres sur les pelouses de la Cité des sciences et de l'industrie à Paris. Noémie et Quentin arrivent en tant que couple à la ville.
Stéphane Rotenberg les rejoint et leur annonce que seuls trois anciens candidats parmi eux seront qualifiés pour la cinquième saison de Top Chef. Un candidat sera qualifié sur chacune des trois épreuves prévues ; à l'inverse, un candidat sera directement écarté des qualifications à l'issue de chacune des deux premières épreuves.

#### 1reépreuve- le plat en gelée

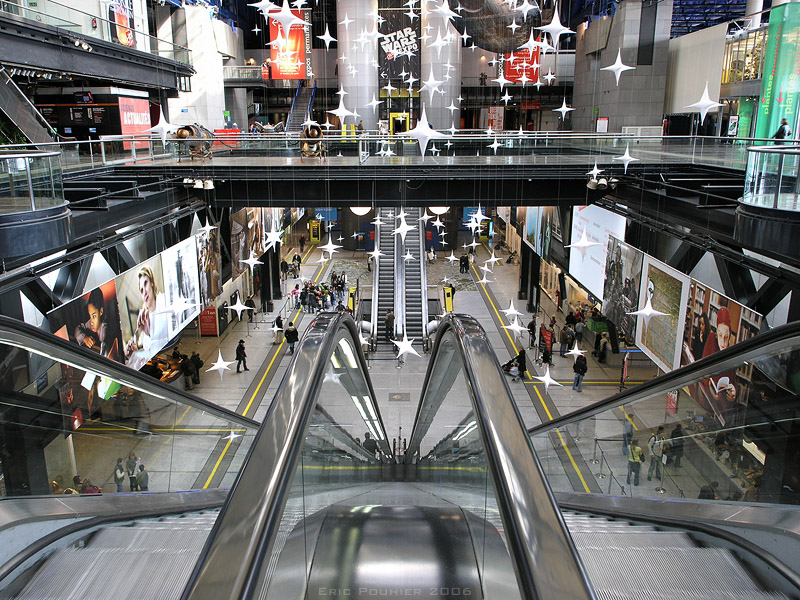
Le premier étage de la grande halle de la Cité des sciences, lieu de la première épreuve.

La première épreuve a lieu au premier étage de la grande halle de la Cité des sciences avec Thierry Marx. Le chef leur demande de revisiter en deux heures une assiette de crudités en la transformant en plat gastronomique à base de gelées.
Le jury, composé des trois autres chefs (Jean-François Piège, Christian Constant et Ghislaine Arabian) sélectionnera les trois assiettes les plus réussies sur le plan visuel et qualifiera la meilleure après dégustation. Le jury éliminera ensuite l'assiette la moins bonne gustativement parmi les trois les plus décevantes sur le plan visuel.
Les dix assiettes sont présentées au jury. Chaque chef retient une assiette au visuel : sont ainsi retenues les assiettes de Tiffany, Pierre et Julien. Trois plats sont ensuite écartés : ce sont ceux de Ruben, Yoaké et Quentin. Les chefs dégustent ensuite les trois plats retenus visuellement, puis les trois plats écartés visuellement.
| Candidat          | Plat                                                                                        | Visuel                                   | Dégustation               | Résultat                                    |
| ----------------- | ------------------------------------------------------------------------------------------- | ---------------------------------------- | ------------------------- | ------------------------------------------- |
| Pierre Augé       | Gelée de salades classiques : carottes, tomates, concombre-céleri, piperade                 | Plat sélectionné par Jean-François Piège | Plat qualifié par le jury | Le candidat est qualifié pour la saison 5   |
| Julien Hagnery    | Gaspacho tomate-mangue en gelée                                                             | Plat sélectionné par Christian Constant  | -                         | Le candidat participe à l'épreuve suivante  |
| Tiffany Depardieu | Raviole de pomme-gingembre, cromesquis de tomate                                            | Plat sélectionné par Ghislaine Arabian   | -                         | La candidate participe à l'épreuve suivante |
| Alexis Braconnier | Gelée de melon au porto                                                                     | Plat non dégusté                         | Plat non dégusté          | Le candidat participe à l'épreuve suivante  |
| Noémie Honiat     | Mousse de laitue, gelée de tomate et tuiles de parmesan                                     | Plat non dégusté                         | Plat non dégusté          | La candidate participe à l'épreuve suivante |
| Étienne Geney     | Petits légumes croquants, gelée concombre-yaourt et gelée carotte-orange-soja               | Plat non dégusté                         | Plat non dégusté          | Le candidat participe à l'épreuve suivante  |
| Latifa Ichou      | n.c.                                                                                        | Plat non dégusté                         | Plat non dégusté          | La candidate participe à l'épreuve suivante |
| Ruben Sarfati     | Dôme de confit d'oignon gélifié, gelée de radis, gelée d'eau de tomate                      | Plat écarté par Ghislaine Arabian        | -                         | Le candidat participe à l'épreuve suivante  |
| Quentin Bourdy    | Gelée de légumes verts au parmesan, gelée d'eau de tomate et betterave laquée à la rhubarbe | Plat écarté par Christian Constant       | -                         | Le candidat participe à l'épreuve suivante  |
| Yoaké San         | Gelée de pommes vertes-concombre et légumes de printemps                                    | Plat écarté par Jean François Piège      | Plat éliminé par le jury  | La candidate est éliminée du concours       |

Parmi les trois assiettes préférées au visuel, le jury qualifie le plat de Pierre. Il est donc le premier ancien candidat à recevoir la veste de cuisine de Top Chef. Parmi les trois plats en danger, le plat de Ruben est sauvé d'emblée car il se distingue au niveau du goût. C'est finalement la gelée de pommes vertes-concombre qui est éliminée. Yoaké quitte donc directement le concours.

#### 2eépreuve- la chartreuse

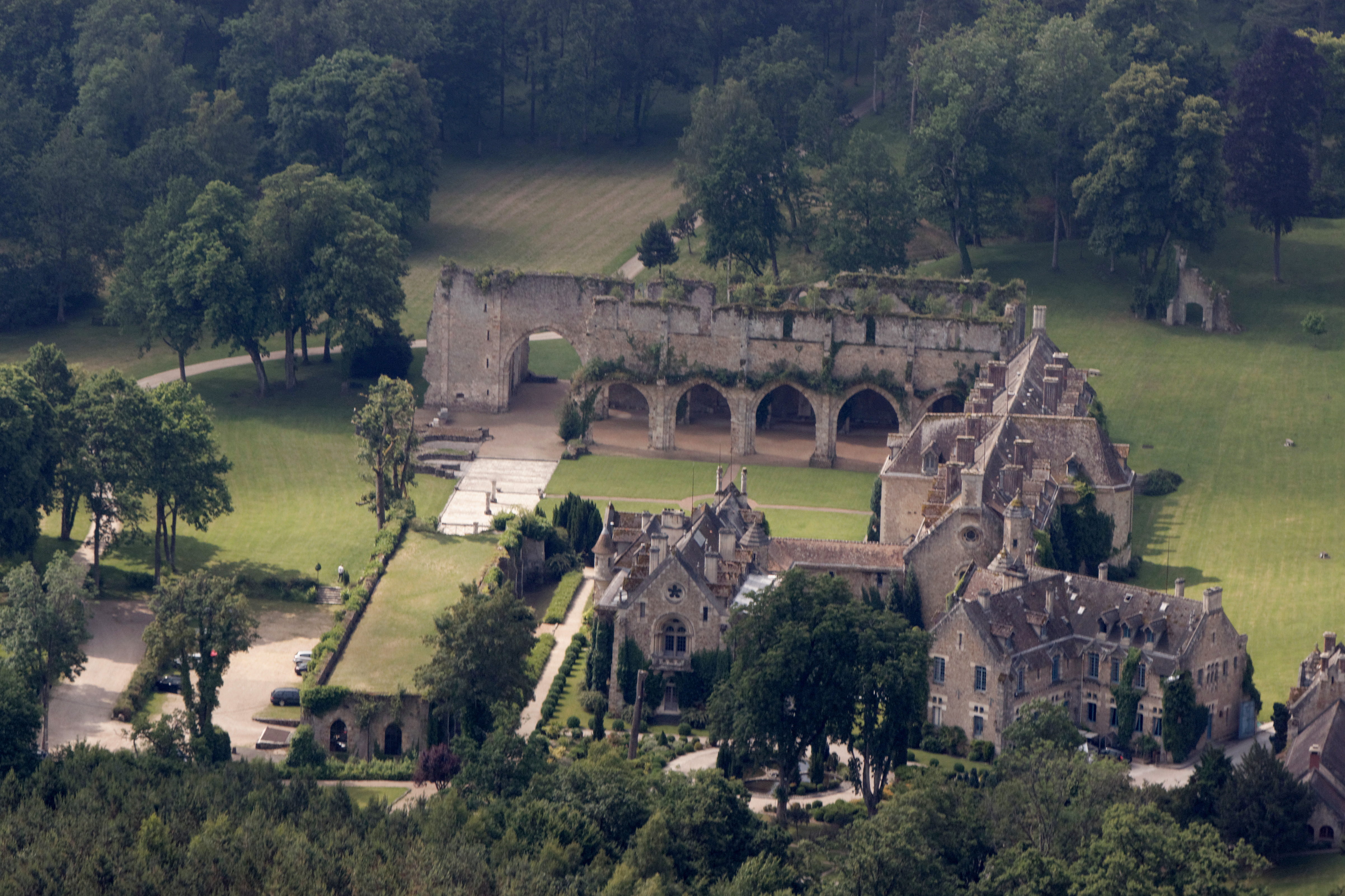
L'abbaye des Vaux-de-Cernay, lieu de la seconde épreuve.

Les huit candidats restant s'affrontent sur une nouvelle épreuve.
L'épreuve, imaginée par Christian Constant, a lieu à l'abbaye des Vaux-de-Cernay. Les candidats devront réaliser en une heure quinze une chartreuse (appareil, en général à base de légumes, monté dans un emporte-pièce et dont la corolle doit tenir après démoulage). Stéphane Rotenberg demande aux candidats de travailler par deux. Noémie et Quentin s'associent immédiatement, pensant qu'ils vont travailler en équipe. Alexis s'associe à Tiffany, Ruben à Julien et Étienne à Latifa.
Arrivés à leurs plans de travail, les candidats découvrent le système de qualification et apprennent que les binômes ne travaillent pas en équipe mais l'un contre l'autre. Dans chaque binôme, le plat qui sera le meilleur visuellement concourra pour la qualification, tandis que les quatre plats écartés visuellement seront en ballotage pour une élimination.
| Duel   | Candidat          | Plat                                                                          | Visuel                      | Dégustation               | Résultat                                    |
| ------ | ----------------- | ----------------------------------------------------------------------------- | --------------------------- | ------------------------- | ------------------------------------------- |
| Duel 1 | Ruben Sarfati     | Asperges, royale de foie gras, compotée de gibier, crème de petits pois       | Plat risquant l'élimination | -                         | Le candidat participe à l'épreuve suivante  |
| Duel 1 | Julien Hagnery    | Asperges, mousseline d'asperges et poires                                     | Plat risquant l'élimination | Plat éliminé par le jury  | Le candidat est éliminé du concours         |
| Duel 2 | Noémie Honiat     | Poivrons, foie gras, parmesan                                                 | Plat sélectionné            | -                         | La candidate participe à l'épreuve suivante |
| Duel 2 | Quentin Bourdy    | Corolle de pommes de terre, purée de céleri, pigeon                           | Plat risquant l'élimination | -                         | Le candidat participe à l'épreuve suivante  |
| Duel 3 | Étienne Geney     | Carottes, navets, purée de pommes de terre, caille en sarcophage              | Plat risquant l'élimination | -                         | Le candidat participe à l'épreuve suivante  |
| Duel 3 | Latifa Ichou      | Corolle de pommes, farce de gibier, compotée d'oignons                        | Plat sélectionné            | -                         | La candidate participe à l'épreuve suivante |
| Duel 4 | Alexis Braconnier | Rhubarbe et céleri, mousse de basilic, salades de fraises, tomates et basilic | Plat sélectionné            | Plat qualifié par le jury | Le candidat est qualifié pour la saison 5   |
| Duel 4 | Tiffany Depardieu | Framboises, crumble, crème au romarin                                         | Plat risquant l'élimination | -                         | La candidate participe à l'épreuve suivante |

À la fin du temps imparti, les chefs Ghislaine Arabian, Thierry Marx et Jean-François Piège visitent chaque plan de travail pour sélectionner à chaque fois le plat le plus attractif visuellement. Le jury retient à l'aveugle les assiettes de Latifa, Alexis et Noémie. Arrivé sur le plan de travail de Julien et Ruben, le jury trouve les deux plats non convaincants et n'en retient aucun.
Le jury déguste d'abord les trois assiettes sélectionnées puis les cinq chartreuses moins réussies visuellement. Parmi les trois premières, le jury retient la chartreuse d'Alexis. Ce dernier se qualifie donc pour le concours et reçoit la veste de cuisine Top Chef. Parmi les cinq assiettes moins réussies, le jury trouve que l'assiette de Julien est hors sujet. Julien est donc éliminé et quitte le concours.

#### 3eépreuve- le cœur coulant

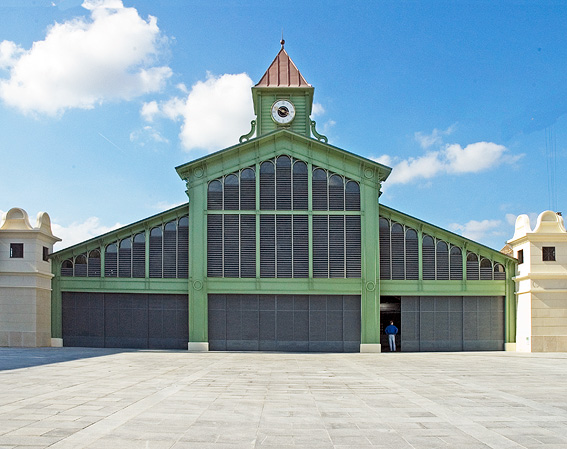
La place devant le marché couvert du Plessis-Robinson, lieu de la dernière épreuve.

Les six derniers anciens candidats se retrouvent au marché couvert du Plessis-Robinson, pensant se battre pour une troisième et dernière place qualificative. Le chef Jean-François Piège leur demande de réaliser en une heure quinze un plat à cœur coulant, technique inventée par Michel Bras. Les candidats prennent leurs ingrédients au marché et cuisinent sur une place devant le bâtiment
.Au milieu de l'épreuve, Stéphane Rotenberg demande aux candidats d'interrompre leurs préparations et de réaliser un défi lancé par Ghislaine Arabian permettant une qualification directe pour une quatrième place dans le concours. Les candidats ont vingt minutes pour revisiter le melon au jambon sous la forme d'une entrée chaude.
| Candidat          | Plat                                                    | Dégustation               | Résultat                                    |
| ----------------- | ------------------------------------------------------- | ------------------------- | ------------------------------------------- |
| Étienne Geney     | Melon et jambon poêlés, chantilly au vin blanc          | -                         | -                                           |
| Noémie Honiat     | Makis de melon rôti entourés de jambon sec              | -                         | -                                           |
| Quentin Bourdy    | Tartine de compotée de melon, jambon et oignons poêlés  | -                         | -                                           |
| Tiffany Depardieu | Croustillant de melon, crème de jambon sec              | -                         | -                                           |
| Latifa Ichou      | Palet de melon poêlé sel et poivre, émulsion de jambon  | Plat qualifié par le jury | La candidate est qualifiée pour la saison 5 |
| Ruben Sarfati     | Jus de melon réduit, espuma de jambon, toast au basilic | -                         | -                                           |

Au bout des vingt minutes, Tiffany ne parvient pas à terminer son dressage et décide de ne rien présenter. Les quatre chefs : Ghislaine Arabian, Christian Constant, Thierry Marx et Jean-François Piège dégustent les cinq assiettes présentées et préfèrent le « melon poêlé sel et poivre, émulsion de jambon » de Latifa. Latifa est qualifiée immédiatement pour le concours. Les autres candidats reprennent l'épreuve du cœur coulant.
| Candidat          | Plat                                                                                       | Dégustation               | Résultat                                    |
| ----------------- | ------------------------------------------------------------------------------------------ | ------------------------- | ------------------------------------------- |
| Noémie Honiat     | Panacotta citron vert, coulis de mangue-ananas                                             | Plat qualifié par le jury | La candidate est qualifiée pour la saison 5 |
| Tiffany Depardieu | Blanc-manger, crème d'asperges et langoustines                                             | -                         | La candidate est éliminée du concours       |
| Étienne Geney     | Pommes de terre, crème moutarde et palourdes                                               | -                         | Le candidat est éliminé du concours         |
| Ruben Sarfati     | Farce fine de volaille et bisque de langoustine, pommes de terre rôties et jus de volaille | -                         | Le candidat est éliminé du concours         |
| Quentin Bourdy    | Moelleux au chocolat, cœur carotte-cumin                                                   | -                         | Le candidat est éliminé du concours         |

Les cinq plats sont dégustés par Ghislaine Arabian, Christian Constant et Thierry Marx. Les candidats assistent sur un écran à la découpe du cœur coulant de leurs plats mais ne voient pas le reste de la dégustation.
Le verdict de la dernière épreuve est annoncé aux candidats dans un parc. Stéphane Rotenberg énonce les plats non retenus : d'abord celui de Ruben, puis celui de Tiffany et celui de Quentin. La dernière place se joue entre Étienne et Noémie et c'est finalement Noémie qui est la dernière qualifiée pour le concours.
Ruben, Tiffany, Quentin et Étienne sont donc éliminés à leur tour du concours,,,,,.

### 2eépisode
Cet épisode est diffusé pour la première fois le lundi 27 janvier 2014.
Dans cet épisode, après la qualification de quatre anciens candidats de Top Chef dans l'épisode 1, c'est au tour de douze nouveaux candidats de tenter d'intégrer le concours. Les quatre anciens candidats déjà qualifiés ne participent pas à cet épisode.

#### 1reépreuve
Les douze nouveaux candidats sont répartis en deux groupes : Thibault, Jérémy, Marjorie, Dieuveil, Jennifer et Jordan vont s'affronter dans un potager. Steven, Julien D., Julien L., Jean-Edern, Anne-Cécile et Mohamed vont cuisiner dans l'atelier d'un chocolatier.

##### 1ergroupe- le plat à base de tomates

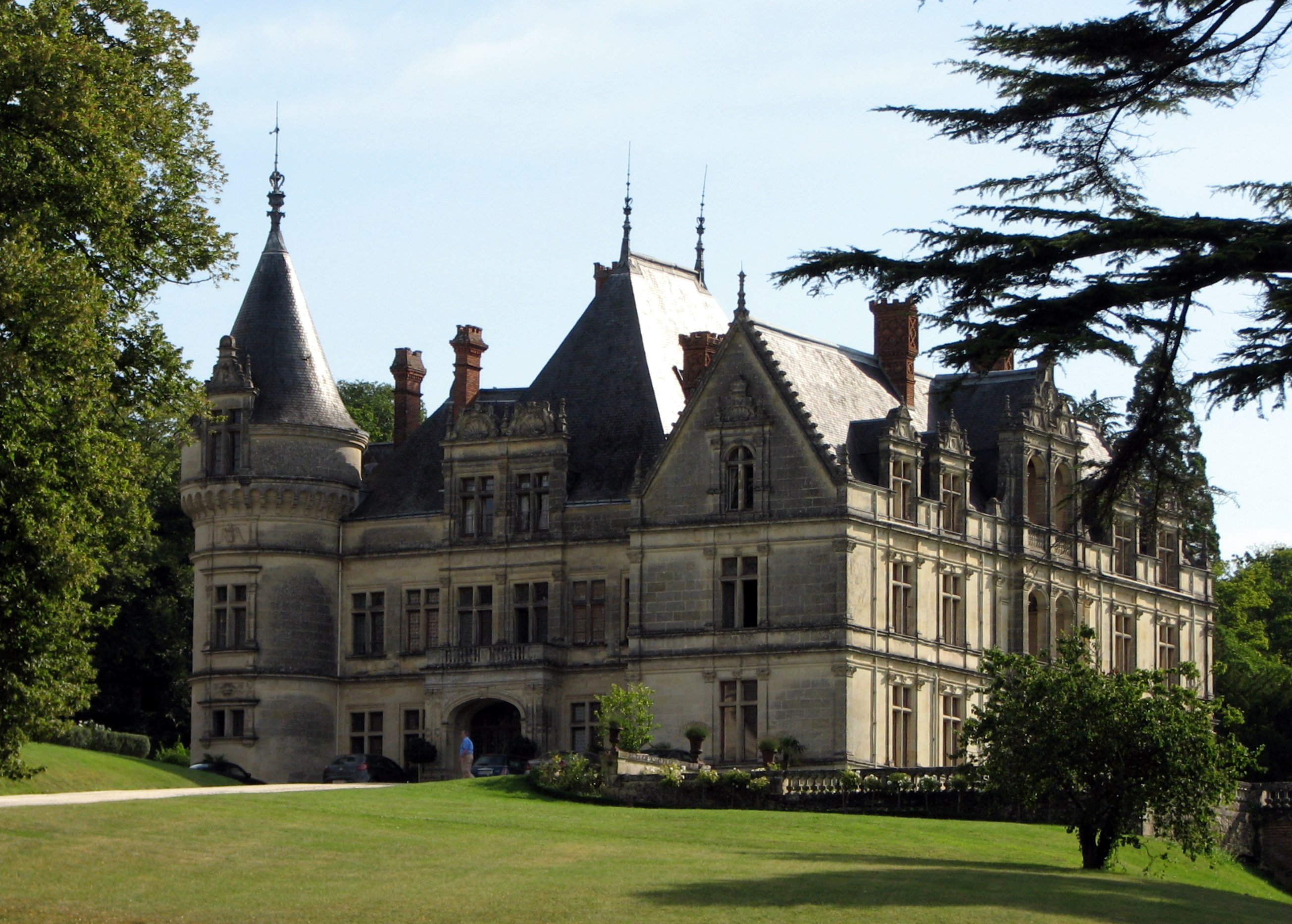
Les candidats cuisinent dans les jardins du château de la Bourdaisière.

Les six premiers candidats sont accueillis dans les jardins du château de La Bourdaisière par Stéphane Rotenberg, Ghislaine Arabian et le prince Louis-Albert de Broglie, propriétaire des lieux, qui y a créé le conservatoire national de la tomate.
Les candidats disposent d'une heure trente pour réaliser un plat gastronomique uniquement à base de tomates. Un seul d'entre eux sera qualifié à la suite de cette épreuve. Les autres devront passer une épreuve éliminatoire.
Pendant l'épreuve, Stéphane Rotenberg interrompt les candidats et annonce que Jean-François Piège leur lance un défi permettant à l'un d'entre eux de se qualifier directement : les candidats doivent réaliser une bouchée à base de blanc de poulet. Jean-François Piège qualifiera le candidat lui ayant fait découvrir une nouvelle saveur.
| Candidat            | Saveurs associées au blanc de poulet           | Dégustation                               | Résultat                   |
| ------------------- | ---------------------------------------------- | ----------------------------------------- | -------------------------- |
| Jérémy Brun         | Associé à la Granny Smith et au sirop d'orgeat | -                                         | -                          |
| Thibault Sombardier | Associé à la rhubarbe et à la verveine         | -                                         | -                          |
| Jordan Vignal       | Associé à la rhubarbe et aux agrumes           | -                                         | -                          |
| Jennifer Taïeb      | Associé au saté, à la banane et aux courgettes | -                                         | -                          |
| Marjorie Maltais    | Façon gremolata associé à la feuille de céleri | Bouchée qualifiée par Jean-François Piège | La candidate est qualifiée |
| Dieuveil Malonga    | Associé à l'orange et au chorizo               |                                           | -                          |

Jean-François Piège juge les bouchées uniquement sur le goût, en présence des candidats. Après dégustation, il qualifie Marjorie, qui est donc la première nouvelle candidate intégrée au concours. Les autres candidats repartent travailler leur plat de tomates, alors qu'il commence à pleuvoir.
| Candidat            | Plat                                                               | Dégustation                         | Résultat                                  |
| ------------------- | ------------------------------------------------------------------ | ----------------------------------- | ----------------------------------------- |
| Thibault Sombardier | Soupe de tomates vertes et steak de tomates cœur de bœuf           | -                                   | Le candidat part en épreuve éliminatoire  |
| Jordan Vignal       | Pavé de tomate cœur de bœuf et peau de tomates croustillantes      | Plat qualifié par Ghislaine Arabian | Le candidat est qualifié                  |
| Jérémy Brun         | Gelée de tomates et sablé sucré au romarin et au poivre            | -                                   | Le candidat part en épreuve éliminatoire  |
| Jennifer Taïeb      | Gaspacho et salade de tomates                                      | -                                   | La candidate part en épreuve éliminatoire |
| Dieuveil Malonga    | Jus de tomates, espuma et tartare de tomates vertes à la cacahuète | -                                   | Le candidat part en épreuve éliminatoire  |

Ghislaine Arabian déguste les cinq plats en présence des candidats. Au moment de rendre son verdict, elle hésite entre le plat de Jennifer et celui de Jordan. Elle donne finalement la veste de cuisine Top Chef à Jordan, second nouveau candidat qualifié. Les quatre autres candidats : Thibault, Jérémy, Jennifer et Dieuveil, partent en épreuve éliminatoire.

##### 2egroupe- la pâtisserie à base de légumes
Les six autres candidats sont reçus dans l'atelier du chocolatier Patrick Roger par Stéphane Rotenberg, Thierry Marx et le chocolatier pour une épreuve de pâtisserie. L'épreuve consiste à réaliser une pâtisserie à base d'un légume imposé. Chaque candidat découvre le légume qu'il doit cuisiner sous une cloche placée sur son plan de travail : Julien L. décloche un poivron, Mohamed un poireau, Anne-Cécile une betterave Jean-Edern des épinards, Steven un artichaut violet et Julien D des choux-fleurs.
Pendant l'épreuve, Stéphane Rotenberg interrompt les candidats pour un défi lancé par le chef Christian Constant : les candidats ont vingt minutes pour réaliser une sucette salée. La sucette doit tenir sur un bâtonnet pour être dégustée.
| Candidat              | Saveurs associées au blanc de poulet                                              | Dégustation                              | Résultat                 |
| --------------------- | --------------------------------------------------------------------------------- | ---------------------------------------- | ------------------------ |
| Anne-Cécile Degenne   | Croquette de foie-gras poêlé et mariné aux agrumes et panure de gingembre         | -                                        | -                        |
| Julien Duboué         | Foie gras croustillant de kadaïf au sirop d'érable et fruits secs                 | -                                        | -                        |
| Steven Ramon          | Tomate farcie d'une brunoise de fenouil croquant, chèvre, câpres et noix          | -                                        | -                        |
| Julien Lapraille      | Carotte confite, chorizo, fromage frais et panure à l'anglaise                    | -                                        | -                        |
| Jean-Edern Hurstel    | Mélange de parmesan, noix et orange, piment, entouré de pistache concassée        | -                                        | -                        |
| Mohamed Si Abdelkader | Tomate farcie estragon, piment, citron vert, fromage frais et panure à l'anglaise | Sucette qualifiée par Christian Constant | Le candidat est qualifié |

Christian Constant déguste les sucettes salées devant les candidats. Après avoir eu du mal à avaler la boulette de Jean-Edern, Christian Constant goûte les cinq autres préparations. Il donne la victoire à la tomate farcie de Mohamed. Le candidat reçoit la veste de cuisine de Top Chef et se qualifie directement pour le concours. Les cinq autres candidats retournent préparer leur dessert de légumes.
| Candidat            | Légume imposé | Plat                                                                        | Dégustation                    | Résultat                                  |
| ------------------- | ------------- | --------------------------------------------------------------------------- | ------------------------------ | ----------------------------------------- |
| Julien Lapraille    | Poivron jaune | Millefeuille chocolat et déclinaison de poivrons jaunes                     | Plat qualifié par Thierry Marx | Le candidat est qualifié                  |
| Anne-Cécile Degenne | Betterave     | Tarte sablée, mousse de betterave et framboise et betterave pochée          | -                              | La candidate part en épreuve éliminatoire |
| Jean-Edern Hurstel  | Épinards      | Crème brûlée d'épinards et lait de coco                                     | -                              | Le candidat part en épreuve éliminatoire  |
| Steven Ramon        | Artichaut     | Artichauts en barigoules sucrés                                             | -                              | Le candidat part en épreuve éliminatoire  |
| Julien Duboué       | Chou-fleur    | Tarte au chou-fleur et passion, et chou-fleur mariné dans un jus de grenade | -                              | Le candidat part en épreuve éliminatoire  |

À la fin du temps imparti, Thierry Marx revient pour goûter les cinq pâtisseries. Il trouve que l'idée de crème brûlée aux épinards de Jean-Edern est « le ticket gagnant » mais le plat est gâché par les cristaux de gros sel que Jean-Edern a mis dessus, pensant mettre des cristaux de sucre. Thierry Marx ne peut donc pas retenir cette assiette et hésite entre le chou-fleur de Julien Duboué et le poivron jaune de Julien Lapraille. Il donne finalement la veste de cuisine de Top Chef au candidat belge Julien Lapraille.
Les quatre candidats restants, Jean-Edern, Anne-Cécile, Steven et Julien D. sont envoyés en épreuve éliminatoire.

#### 2eépreuve- le trompe-l'œil
Les huit candidats encore en lice s'affrontent pour une dernière épreuve qui verra l'élimination de deux d'entre eux. Les candidats sont associés en binômes pour réaliser un plat en trompe-l'œil (un plat salé ayant l'apparence d'un plat sucré ou l'inverse). Chaque binôme réalise un trompe-l'œil sur un thème imposé, mais chaque candidat doit aussi réaliser un trompe-l'œil individuel. En effet, après qualification des deux meilleures équipes sur la base du trompe-l'œil imposé, un membre de chacun des deux binômes perdant sera éliminé sur la base de son trompe-l'œil individuel.
Dieuveil et Jennifer découvrent sous une cloche que le thème imposé est un hamburger. Ils doivent donc faire un dessert sous la forme de ce plat. Jean-Edern et Julien déclochent des sushis ; Steven et Anne-Cécile des spaghettis bolognaise et le binôme Thibault/Jérémy une choucroute.
| Duel         | Candidat            | Thème imposé                                            | Plat en équipe                                                                | plat individuel                | Résultat                        |
| ------------ | ------------------- | ------------------------------------------------------- | ----------------------------------------------------------------------------- | ------------------------------ | ------------------------------- |
| Équipe jaune | Dieuveil Malonga    | Faire un dessert sous la forme d'un hamburger           | Pain brioché, pâte de dattes, figues et noix, et frites de bananes            | Tartare de Saint-Jacques sucré | Candidat éliminé                |
| Équipe jaune | Jennifer Taïeb      | Faire un dessert sous la forme d'un hamburger           | Pain brioché, pâte de dattes, figues et noix, et frites de bananes            | Saucisson sucré                | Sauvée sur le plat individuel   |
| Équipe bleue | Jean-Edern Hurstel  | Faire un dessert sous la forme de sushis                | Pâtes au sésame, gelées de fruits rouges et pêches et wasabi de pommes vertes | Pizza sucrée                   | Sauvé sur le plat individuel    |
| Équipe bleue | Julien Duboué       | Faire un dessert sous la forme de sushis                | Pâtes au sésame, gelées de fruits rouges et pêches et wasabi de pommes vertes | Tarte aux pommes salée         | Candidat éliminé                |
| Équipe noire | Anne-Cécile Degenne | Faire un dessert sous la forme de spaghettis bolognaise | Gelée de lait de coco, crumble et compotée de fruits rouges et poivrons       | Paris-Brest salé               | Qualifiés sur le plat en équipe |
| Équipe noire | Steven Ramon        | Faire un dessert sous la forme de spaghettis bolognaise | Gelée de lait de coco, crumble et compotée de fruits rouges et poivrons       | Beignets de calamars sucrés    | Qualifiés sur le plat en équipe |
| Équipe rouge | Thibault Sombardier | Faire un dessert sous la forme d'une choucroute         | Salade de fruits, poires, bananes, melons jaunes et sa brioche de pain perdu  | Île flottante salée            | Qualifiés sur le plat en équipe |
| Équipe rouge | Jérémy Brun         | Faire un dessert sous la forme d'une choucroute         | Salade de fruits, poires, bananes, melons jaunes et sa brioche de pain perdu  | Gnocchis sauce tomate sucrés   | Qualifiés sur le plat en équipe |

Les trois chefs Christian Constant, Thierry Marx et Ghislaine Arabian entrent en cuisine et dégustent les plats faits en équipe devant les candidats. Après délibération, les chefs qualifient en premier Thibault et Jérémy, qui ont réalisé le trompe-l'œil de choucroute, jugé à la fois très réussi visuellement et très bon. Steven et Anne-Cécile sont ensuite qualifiés pour leur trompe-l'œil de spaghettis bolognaise.
Les trois chefs dégustent à l'aveugle les plats individuels des membres des deux équipes perdantes. Ils doivent d'abord départager le tartare de Saint-Jacques sucré et le saucisson sucré de l'équipe jaune, puis la pizza sucrée et la tarte aux pommes salée de l'équipe bleue. Le jury se divise sur le premier face à face ; sur le second, les chefs sont déçus par le visuel de la tarte aux pommes salée et par le goût de la pizza sucrée.
Jennifer et Dieuveil entrent en cuisine prendre connaissance du verdict. Christian Constant annonce que c'est le saucisson sucré qui est qualifié. Jennifer intègre donc le concours. Sur le second face à face, c'est Jean-Edern qui apprend qu'il est retenu. Dieuveil et Julien D. sont éliminés,,,,,,.

### 3eépisode
Cet épisode est diffusé pour la première fois le lundi 3 février 2014.
Cet épisode comprend deux épreuves au cours desquelles les « nouveaux » candidats sont opposés aux « anciens » candidats. Chacune de ces épreuves est suivie d'une épreuve de la dernière chance pour l'équipe perdante. Il y a donc deux candidats éliminés dans cet épisode.

#### 1reépreuve- la boîte noire
La première épreuve est celle de la boîte noire (intitulée  « dans le noir » lors des saisons 4 et 5). Elle opposera trois anciens candidats à trois nouveaux. Parmi les nouveaux, Anne-Cécile, Thibault et Jérémy se portent volontaires. Chez les anciens, Latifa préfère laisser Pierre, Alexis et Noémie participer à l'épreuve. Les six compétiteurs partent en cuisine où ils sont accueillis par Jean-François Piège et Thierry Marx, tandis que les huit autres candidats restent dans les vestiaires.
Les candidats devront identifier dans le noir puis reproduire en cuisine un plat réalisé par Jean-François Piège. Au début de l'épreuve, seuls deux candidats par équipe peuvent entrer dans la boîte noire pendant trois minutes : les nouveaux envoient Anne-Cécile et Thibaut ; ce sont ensuite Pierre et Noémie qui entrent à leur tour. Les candidats reconnaissent tous une paëlla revisitée mais aucune équipe ne retrouve l'ensemble des ingrédients. Un peu plus tard pendant l'épreuve, le troisième membre de chaque équipe peut goûter à son tour au plat dans le noir : Alexis et Jérémy entrent chacun leur tour pendant trois minutes dans la boîte noire
Enfin, Stéphane Rotenberg entre dans les vestiaires et annonce aux candidats qui attendent qu'un quatrième candidat pourra rejoindre chaque équipe pour observer le dressage du plat pendant dix secondes. Latifa rejoint donc l'équipe des anciens tandis que les nouveaux désignent Jean-Edern pour aller voir le plat en lumière, afin d'aider son équipe au dressage pendant les dix dernières minutes d'épreuve.
Les deux équipes viennent ensuite présenter leur plat à Jean-François Piège et Thierry Marx dans les vestiaires de Top Chef. Après dégustation les chefs donnent la victoire à l'équipe des nouveaux candidats, qui ont reconnu plus d'ingrédients et se sont plus approchés visuellement.

#### Épreuve de ladernière chance- les pâtes
Pierre, Latifa, Noémie et Alexis passent donc immédiatement une épreuve éliminatoire : ils ont une heure pour réaliser un plat à base de pâtes.
Au milieu de l'épreuve, Stéphane Rotenberg sotte le chronomètre et envoie les candidats dans les vestiaires, où Christian Constant leur demande de réaliser une sauce béarnaise classique en dix minutes. Le chef préfère la préparation de Pierre, qui est donc qualifié directement, tandis que les trois autres candidats retournent en cuisine, où il ne leur reste plus que quinze minutes pour finir l'épreuve de la dernière chance.
| Candidat          | Plat                                                                                              | Dégustation                          | Résultat                                             |
| ----------------- | ------------------------------------------------------------------------------------------------- | ------------------------------------ | ---------------------------------------------------- |
| Pierre Augé       | Ravioles, mousseline de brocolis, courgettes croquantes, tomates et romarin                       | Candidat qualifié sur le défi        | Candidat déjà qualifié                               |
| Alexis Braconnier | Quand le gyoza rencontre la carbonara : gyozas farcis au parmesan, jambon sec et oignons          | Plat qualifié en premier par le jury | Le candidat est qualifié pour la suite du concours   |
| Noémie Honiat     | Déclinaison de pâtes à l'italienne : raviolis farcis, gelée de tomates, sauce champignons fromage | Plat qualifié en second par le jury  | La candidate est qualifiée pour la suite du concours |
| Latifa Ichou      | Des pâtes au bord de l'eau : tortellini farcies ricotta épinards, gambas poêlées et jus de coques | Plat non retenu par le jury          | La candidate est éliminée                            |

Les trois plats sont dégustés à l'aveugle par Ghislaine Arabian, Thierry Marx, Jean-François Piège et Christian Constant. Ils classent en premier le plat de gyozas. Alexis est donc qualifié. L'élimination se joue entre Noémie et Latifa : le jury écarte finalement les « pâtes au bord de l'eau ». Latifa est éliminée et quitte le concours.

#### 2eépreuve- le plat monochrome

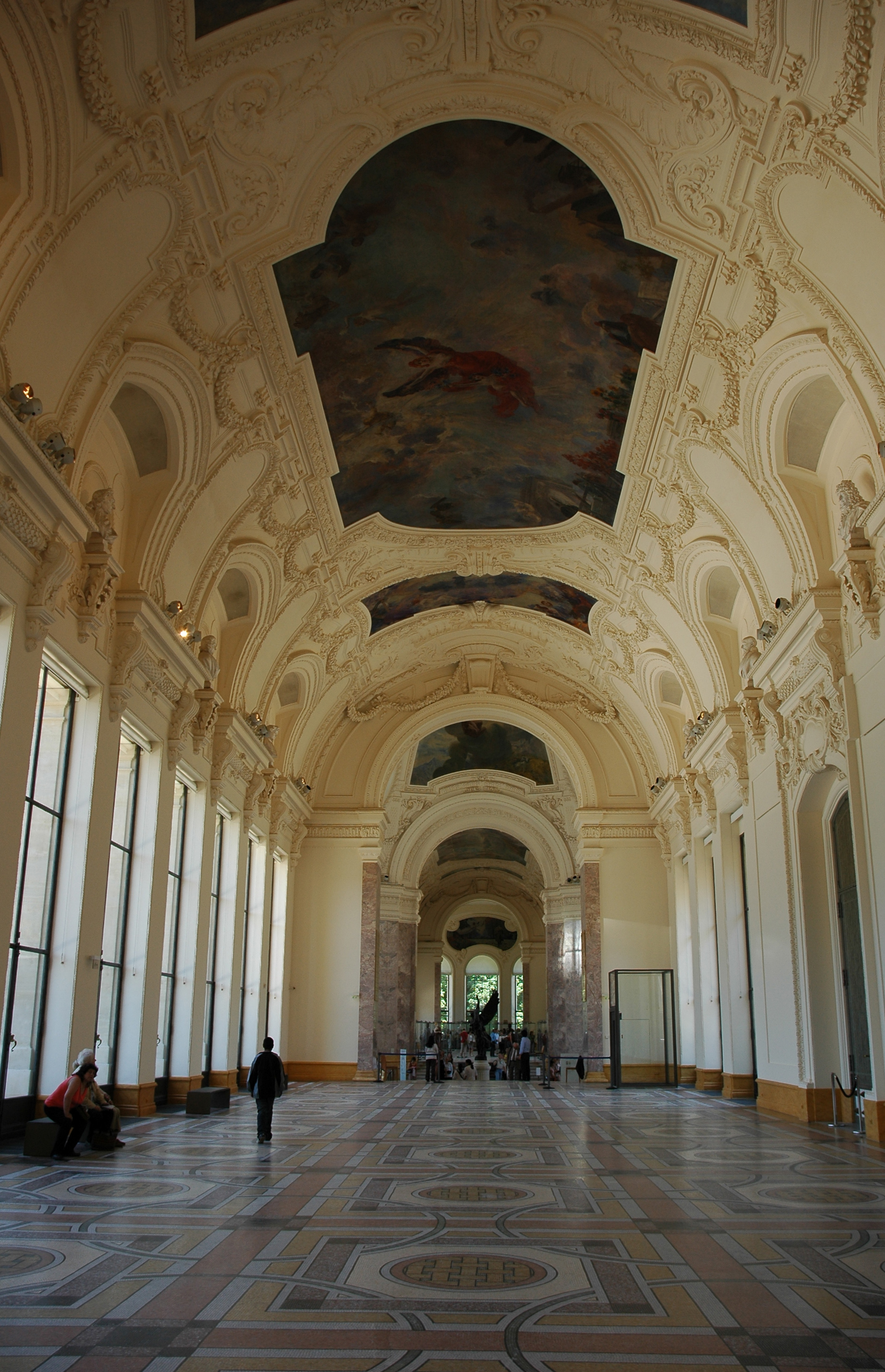
Les candidats cuisinent dans la galerie des arts décoratifs du Petit Palais.

La seconde épreuve a lieu au musée du Petit Palais, où les candidats sont accueillis par Stéphane Rotenberg, Ghislaine Arabian, Christian Constant et le chef deux étoiles Alain Pégouret. Les candidats doivent réaliser un plat monochrome en une heure un quart.
Pour affronter les trois anciens candidats restants, les nouveaux désignent Julien, Marjorie et Steven. L'épreuve oppose les candidats en duel : Steven affronte Pierre sur le monochrome rouge, Marjorie affronte Alexis sur le monochrome vert et Julien L. affronte Noémie sur le monochrome jaune. Le duel sur le monochrome jaune a une contrainte supplémentaire : les candidats ne pourront travailler mais devront faire travailler des personnalités de télévision comme commis : Cristina Córdula (animatrice des Reines du shopping et de Nouveau look pour une nouvelle vie), Paolo Calia (juré de l'émission Ma Maison est la plus originale de France), Sophie Edelstein (jurée de la France a un incroyable talent) et Emmanuel Layan (commissaire priseur de un Trésor dans votre maison). Noémie, qui a le premier choix, choisit de prendre Cristina avec elle ; Julien choisit ensuite Sophie ; Noémie prend Paolo et Emmanuel complète donc l'équipe de Julien.
| Duel   | Thème               | Candidat                    | Plat                                                                              | Verdict du jury         |
| ------ | ------------------- | --------------------------- | --------------------------------------------------------------------------------- | ----------------------- |
| Duel 1 | Le monochrome rouge | Steven Ramon (nouveaux)     | Homard, sauce rouge aux groseilles, carottes pourpres et oursins                  | -                       |
| Duel 1 | Le monochrome rouge | Pierre Augé (anciens)       | Gambas et carpaccio de foie de veau, bouillon aux poivrons, billes de tomates     | Plat choisi par le jury |
| Duel 2 | Le monochrome vert  | Marjorie Maltais (nouveaux) | Avocat crémeux, salsa de tomates vertes et saumon cru en croûte d'herbes          | -                       |
| Duel 2 | Le monochrome vert  | Alexis Braconnier (anciens) | Homard et sa gelée de céleri, carpaccio de pommes, tuiles à la pistache           | Plat choisi par le jury |
| Duel 3 | Le monochrome jaune | Julien Lapraille (nouveaux) | Volaille sur le coffre, disques de pommes de terre et concassée de tomates jaunes | Plat choisi par le jury |
| Duel 3 | Le monochrome jaune | Noémie Honiat (anciens)     | Volaille parfumée, gnocchis au curry, gelée de tomates jaunes et ananas           | -                       |

À l'issue du temps de préparation, les six plats sont dégustés par Ghislaine Arabian, Christian Constant et Alain Pégouret. Le jury retrouve ensuite les candidats pour annoncer les résultats : le jury retient l'assiette de Pierre sur le monochrome rouge, celle de Julien sur le monochrome jaune et celle d'Alexis sur le monochrome vert. Avec deux points contre un, ce sont les anciens qui l'emportent et se qualifient pour la semaine suivante. Les dix nouveaux candidats sont tous envoyés en dernière chance.

#### Épreuve de ladernière chance- le maquereau
Les dix nouveaux candidats : Jérémy, Mohamed, Anne-Cécile, Julien, Marjorie, Thibault, Steven, Jennifer, Jean-Edern et Jordan ont une heure pour sublimer le maquereau.
Au milieu de l'épreuve, Stéphane Rotenberg envoie les candidats aux vestiaires où le chef Thierry Marx leur lance un défi permettant à un candidat de se qualifier directement en réalisant un tartare de bœuf revisité en vingt minutes. Après avoir dégusté les dix steaks tartares, Thierry Marx choisit de qualifier Mohamed, qui a réalisé un tartare « entre terre et mer » en l'assaisonnant avec de l'huile de homard. Les neuf autres candidats repartent en cuisine terminer leur plat de maquereau.
| Candidat            | Plat                                                                                  | Verdict                   |
| ------------------- | ------------------------------------------------------------------------------------- | ------------------------- |
| Jean-Edern Hurstel  | Maquereau, pomme de terre et vierge d'huile                                           | -                         |
| Anne-Cécile Degenne | Maquereau en deux cuissons, mousse de fenouil, émulsion fumée                         | -                         |
| Julien Lapraille    | Maquereau en deux déclinaisons, poêlée sur peau, en tartare                           |                           |
| Steven Ramon        | Maquereau, girolles, safran et petits légumes                                         | -                         |
| Marjorie Maltais    | Maquereau aigre-doux aux saveurs méditerranéennes                                     | La candidate est éliminée |
| Jordan Vignal       | Roulade de maquereau aux herbes acidulées, arlequin de tomates, nuage de choux-fleurs | -                         |
| Jennifer Taïeb      | Maquereau, tartare de courgettes aux agrumes                                          | -                         |
| Thibault Sombardier | Filet de maquereau en escabèche, pomme de terre fumée, coulis d'herbes fraîches       | -                         |
| Jérémy Brun         | Maquereau, sauce poivrade d'agrumes et petits légumes                                 | -                         |

Les neuf plats sont dégustés à l'aveugle par Christian Constant, Ghislaine Arabian et Jean-François Piège. Les chefs qualifient d'abord le maquereau, pomme de terre et vierge d'huile de Jean-Edern puis le maquereau, girolles, safran et petits légumes de Steven. À l'inverse, deux assiettes sont en ballotage pour l'élimination : le maquereau aigre-doux aux saveurs méditerranéennes le maquereau, de Marjorie et le tartare de courgettes aux agrumes de Jennifer. Finalement, c'est Marjorie qui est éliminée,,,,,,,,,,.

### 4eépisode
Cet épisode est diffusé pour la première fois le lundi 10 février 2014.
Les douze candidats encore en lice, anciens et nouveaux, sont maintenant réunis : Jordan, Pierre, Thibault, Jérémy, Anne-Cécile, Jean-Edern, Alexis, Noémie, Mohamed, Steven, Jennifer et Julien.

#### 1reépreuve- le plat à base de fast-food (immunité)

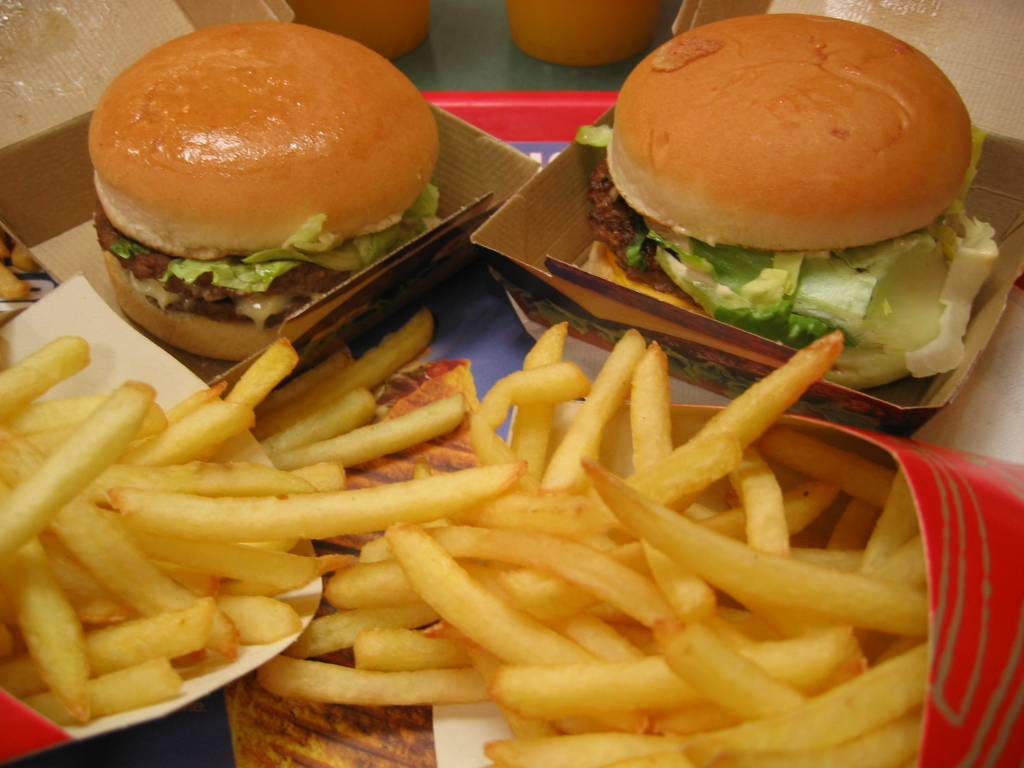
Les candidats doivent réemployer les éléments déjà cuits et conditionnés d'un menu de fast-food.

Les candidats sont rejoints dans les vestiaires par Kev Adams et John Eledjam, son complice de la série Soda. Le comédien leur amène des aliments venant d'un fast-food. Les candidats doivent cuisiner en une heure un plat gastronomique à base des ingrédients amenés.
Ken Adams et John Eledjam sélectionneront les six assiettes les plus séduisantes visuellement. Ces assiettes seront ensuite dégustées par trois autres comédiens de la série Soda, qui en retiendront trois. Cyril Lignac désignera ensuite le vainqueur, qui remportera une immunité.
Arrivés en cuisine, chaque candidat dispose sur son plan de travail des nuggets de poulet, hamburgers, salade, frites, soda et a accès à l'épicerie et la crémerie de la cuisine.
À la fin du temps imparti, Kev Adams et John Eledjam passent sur chaque plan de travail et retiennent au visuel les plats de Jean-Edern, Jérémy, Noémie, Jennifer, Jordan et Anne-Cécile.
| Candidat              | Plat                                                                              | Sélection au visuel | Sélection à la dégustation        | Verdict de Cyril Lignac      |
| --------------------- | --------------------------------------------------------------------------------- | ------------------- | --------------------------------- | ---------------------------- |
| Jean-Edern Hurstel    | Galette de pommes de terre aux herbes, mousse de poulet                           | Plat sélectionné    | -                                 | -                            |
| Mohamed Si Abdelkader | Makis sucrés salés et terrine de bœuf haché aux herbes, gelée de cola basilic     | -                   | -                                 | -                            |
| Jérémy Brun           | Boulette de bœuf façon kefta, espuma de frites et caramel de cola                 | Plat sélectionné    | -                                 | -                            |
| Alexis Braconnier     | Gressins de pâte à choux et fromage, pain pita sauce grecque et pickles d'oignons | -                   | -                                 | -                            |
| Noémie Honiat         | Cromesquis de potatoes, gelée de tomate et cola, cannelé de poulet sauce barbecue | Plat sélectionné    | -                                 | -                            |
| Julien Lapraille      | Burger recomposé, écume de salade, frite façon boulette                           | -                   | -                                 |                              |
| Jennifer Taïeb        | Muffin pomme et poulet, crème de laitue, salade pomme et noisette                 | Plat sélectionné    | Plat choisi par Laurence Oltuski  | -                            |
| Jordan Vignal         | Burger décomposé sur fond de spéculoos, pommes façon potatoes                     | Plat sélectionné    | Plat choisi par Guy Lecluyse      | Plat retenu par Cyril Lignac |
| Steven Ramon          | Cannelloni de viande et tomates, jus de persil, émulsion de frites                | -                   | -                                 | -                            |
| Pierre Augé           | Poulet rôti sauce soja et crémeux de poulet, chips de pommes de terre             | -                   | -                                 | -                            |
| Thibault Sombardier   | Boulette de bœuf et poulet sur une galette de potatoes, crème de salade           | -                   | -                                 | -                            |
| Anne-Cécile Degenne   | Croustillant de bœuf aux épices, chutney de tomate, yaourt grec citron vert       | Plat sélectionné    | Plat choisi par Chantal Garrigues | -                            |

Les six plats sélectionnés sont dégustés par trois comédiens de Soda : Guy Lecluyse, Laurence Oltuski et Chantal Garrigues. Ceux-ci découvrent ensuite que les ingrédients de tous les plats qu'ils sont dégustés sont des mets de fast-food. Puis, Chantal Garrigues annonce qu'elle sélectionne le plat d'Anne-Cécile, Laurence Oltuski choisit le plat de Jennifer et Guy Lecluyse retient le plat de Jordan.
Cyril Lignac décide de choisir le plat de Jordan, qui remporte donc l'immunité. Il participera à la prochaine épreuve, sans pouvoir être éliminé

#### 2eépreuve: groupe 1 - épreuve de Pierre Gagnaire

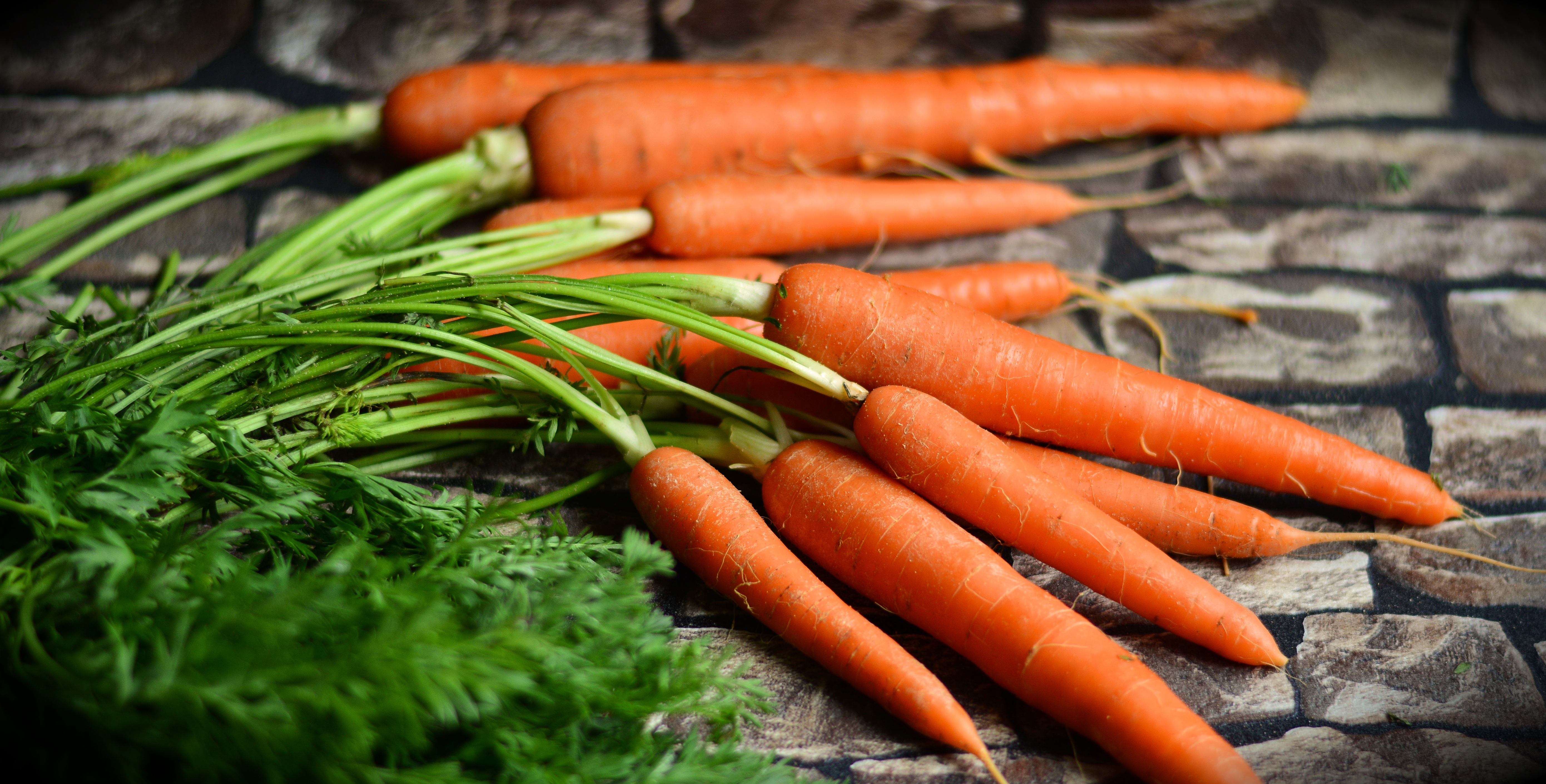
L'épreuve porte sur un légume imposé : navet, carotte ou chou selon le duel.

Les six candidats du premier groupe, Jennifer, Jordan, Alexis, Pierre, Steven et Thibault se rendent à Chapet, dans les Yvelines, et participent à une épreuve chez le maraîcher Asafumi Yamashita, qui cultive des légumes pour quelques chefs triplement étoilé.
Les candidats seront suivis et jugés par le chef trois étoiles Pierre Gagnaire, dont c'est la première participation à Top Chef. Les candidats sont répartis en deux équipes : la première équipe, habillée de foulards gris, comprend Pierre, Jennifer et Steven, la deuxième équipe, habillée de foulards oranges, réunit Alexis, Jordan et Thibault. Les deux équipes d'affrontent par trois face-à-face individuels, chaque duel ayant lieu autour d'un produit imposé en quarante minutes.
Pierre Gagnaire et Asafumi Yamashita suivent l'épreuve depuis un écran. Vers la fin de l'épreuve, Pierre Gagnaire vient voir chaque candidat et donne des conseils pour terminer les plats.
| Duel   | Légume     | Candidat            | Plat                                                                             | Verdict du jury         |
| ------ | ---------- | ------------------- | -------------------------------------------------------------------------------- | ----------------------- |
| Duel 1 | Le navet   | Pierre Augé         | Fleur de navet cru et poché en rhubarbe                                          | Plat choisi par le jury |
| Duel 1 | Le navet   | Alexis Braconnier   | Déclinaison de navets en rhubarbe, couteaux et abricots                          | -                       |
| Duel 2 | La carotte | Steven Ramon        | Carottes au vinaigre de riz, cœur de burrata et réduction de pommes Granny Smith | -                       |
| Duel 2 | La carotte | Thibault Sombardier | Carottes au jus d'orange et curcuma, moules marinières                           | Plat choisi par le jury |
| Duel 3 | Le chou    | Jennifer Taïeb      | Déclinaison de chou en julienne, crème et embeurrée                              | -                       |
| Duel 3 | Le chou    | Jordan Vignal       | Makis de chou aux kiwis et pommes                                                | Plat choisi par le jury |

Les plats sont dégustés par Pierre Gagnaire et Asafumi Yamashita, les candidats suivant la dégustation depuis un écran. Sur la carotte, le jury donne la victoire à Thibault, pour sa meilleure cuisson de la carotte ; sur le navet, le jury donne le point à Pierre, sanctionnant Alexis qui a gâché beaucoup de navet ; sur le chou, le jury donne le dernier point à Jordan : c'est donc l'équipe orange qui remporte l'épreuve. Alexis, Thibaut et Jordan se qualifient pour la semaine suivante tandis que Pierre, Steven et Jennifer sont envoyés en dernière chance

#### 2eépreuve: groupe 2 - le chef et les commis
Les six candidats du second groupe, Noémie, Mohamed, Jean-Edern, Jérémy, Julien et Anne-Cécile, participent à une épreuve dans les cuisines de Top Chef.
Dans les vestiaires, les candidats sont répartis en deux équipes de trois en présence de Thierry Marx et de Jean-François Piège : Noémie, Mohamed et Jean-Edern contre Julien, Jérémy et Anne-Cécile. Un candidat de chaque équipe sera désigné chef de brigade et fera réaliser une entrée et un plat selon sa recette par ses coéquipiers. Les six candidats soulèvent une cloche de restaurant : Noémie découvre un foulard rouge, Julien découvre un foulard jaune, les autres candidats déclochent des assiettes vides.
Au garde-manger, Noémie et Julien découvrent que le produit imposé pour l'entre et le plat est la lotte. En cuisine, les candidats-commis de chaque brigade doivent tous les deux réaliser l'entrée et le plat demandé par le candidat-chef. 
| Duel    | Équipe de Noémie                                                          | Équipe de Julien                                              |
| ------- | ------------------------------------------------------------------------- | ------------------------------------------------------------- |
| Entrée  | Royale de foie de lotte, fanes de carottes, huîtres et brunoise de poires | Éventail de foie de lotte accompagné de pickles de légumes    |
| Plat    | Lotte rôtie au beurre sur purée de carottes                               | Lotte rôtie au beurre, écrasée de pommes de terre et asperges |
| Verdict | Menu non retenu                                                           | Menu qualifié par les chefs                                   |

Lorsque le temps imparti est écoulé, Jean-François Piège et Thierry Marx annoncent à Noémie et Julien qu'ils devront choisir le collaborateur qui aura réalisé les assiettes qui seront présentées. L'autre commis sera envoyé directement en dernière chance. Noémie décide de présenter les assiettes de Jean-Edern, envoyant Mohamed en dernière chance. Julien décide de présenter les assiettes d'Anne-Cécile, ce qui envoie Jérémy en dernière chance.
Noémie et Jean-Edern apportent l'entrée et le plat en dégustation à Jean-François Piège et Thierry Marx, qui dégustent devant les candidats. À la fin de la dégustation, Thierry Marx critique sèchement Jean-Edern pour son apparence, lui reprochant le port des jeans en cuisine et d'être mal rasé. Puis, Julien et Anne-Cécile présentent leurs assiettes à leur tour. Après délibération, les chefs donnent la victoire au menu de Julien. Julien et Anne-Cécile sont donc qualifiés pour la semaine suivante tandis que Noémie et Jean-Edern rejoignent Mohamed et Jérémy en dernière chance.

#### Épreuve de ladernière chance- le pigeon
Pierre, Steven, Jennifer, Jérémy, Mohamed, Noémie et Jean-Edern participent à cette dernière chance. L'épreuve n'est pas diffusée. Seule la dégustation est montrée, entrecoupée de quelques flash-backs sur la cuisine : les candidats avaient une heure pour réaliser un plat à base de pigeon.
| Candidat              | Plat                                                                               | Verdict                   |
| --------------------- | ---------------------------------------------------------------------------------- | ------------------------- |
| Mohamed Si Abdelkader | Pigeon rôti griottes, purée de pommes de terre, poivron rouge et légumes de saison | Plat écarté par le jury   |
| Jérémy Brun           | Pigeon abricots, romarin et girolles à la sauge                                    | Plat coup de cœur du jury |
| Jean-Edern Hurstel    | Suprême de pigeon, poêlée de champignons frais et cuisse confite liée aux abats    | -                         |
| Steven Ramon          | Pigeon sur carcasse, gingembre, herbes et pignons de pin                           | -                         |
| Jennifer Taïeb        | Pastilla de pigeon                                                                 | -                         |
| Noémie Honiat         | Pigeon en deux façons, mousse de chou vanille                                      | -                         |
| Pierre Augé           | Pigeon rôti, cuisse, fruits secs, abats, ail et petit pois                         | -                         |

Les sept plats sont dégustés à l'aveugle par Christian Constant, Ghislaine Arabian, Thierry Marx et Jean-François Piège. Le jury n'a un coup de cœur que pour un seul plat, celui de Jérémy. À l'inverse, deux assiettes font débat : le pigeon rôti griottes (Mohamed) et le pigeon rôti, petit pois et ail (Pierre). Le jury écarte finalement l'assiette de Mohamed, qui est éliminé du concours,,,,,.

### 5eépisode
Cet épisode est diffusé pour la première fois le lundi 17 février 2014.

#### 1reépreuve- la cuisine du placard (épreuve des proches)

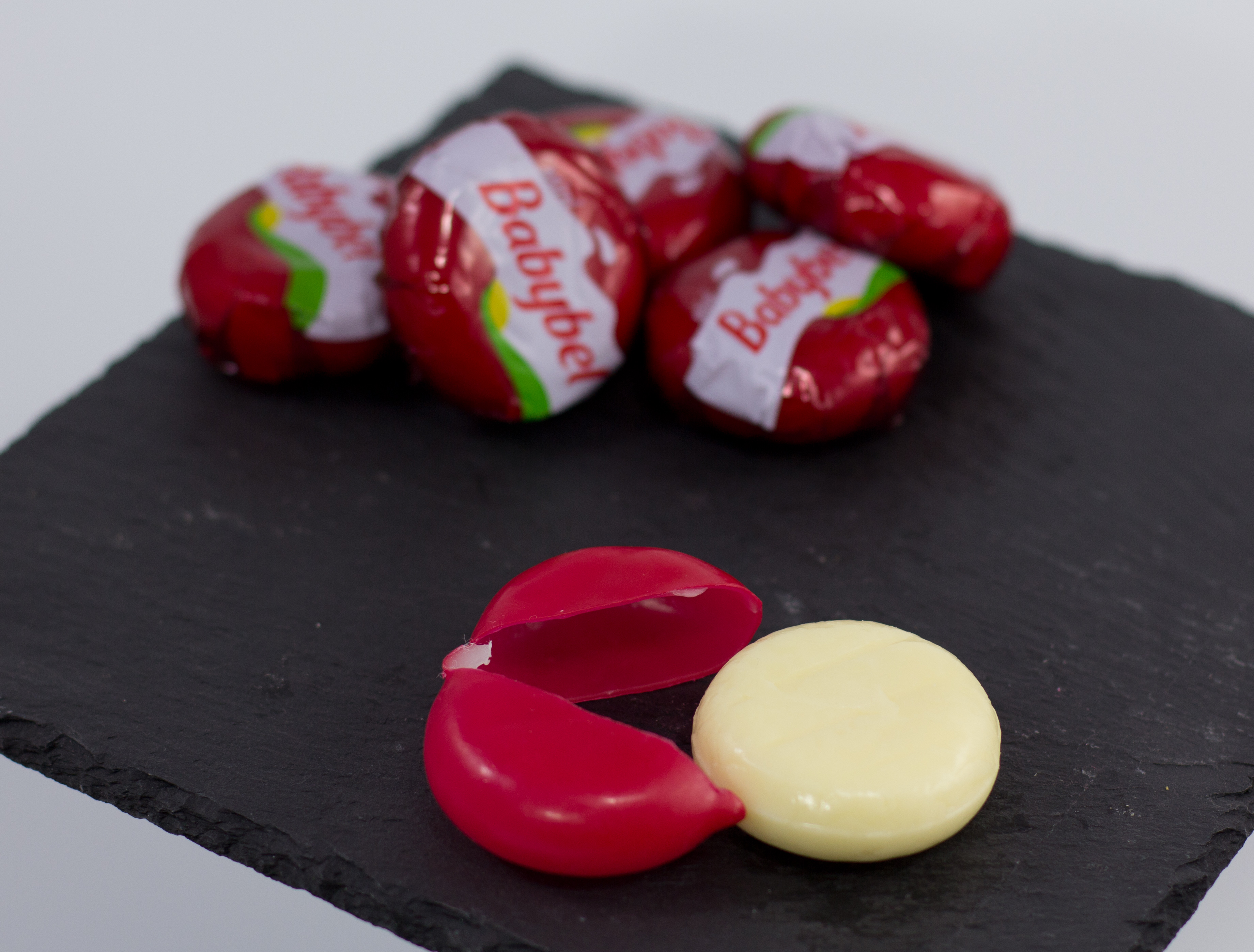
Les candidats doivent réaliser un plat à partir d'un produit industriel choisi par leurs proches.

Les onze candidats encore en lice trouvent chacun une lettre d'un de leurs proches dans leur casier aux vestiaires puis découvrent sur un écran que leurs proches sont en cuisine avec Stéphane Rotenberg et Cyril Lignac. Ce dernier annonce que l'épreuve « la cuisine du placard » consiste à réaliser un plat autour d'un produit manufacturé (knackis, maïs ou maquereaux en boîte, etc.). Deux candidats seront immunisés à la suite de cette épreuve.
Le temps alloué pour l'épreuve dépend de la capacité des proches à répondre à des questions de cuisine, posées à raison d'une toutes les quinze minutes. Les candidats dont les proches répondront correctement à la première question disposeront d'une heure de cuisine.
Stéphane Rotenberg demande tout d'abord ce qu'est un « bon père » et propose quatre réponses : une tomate, un artichaut, une pomme ou un raisin. Aucun proche ne trouve la bonne réponse (une pomme). Le chronomètre est lancé, tandis que les candidats restent attendre dans les vestiaires. Quinze minutes plus tard, Stéphane Rotenberg demande « comment s'appelle une préparation coupées en dés, liée d'une sauce sucrée » et propose quatre réponses : un salpicon, une brunoise, un méli-mélo, une birargue. Seul le père de Jean-Edern trouve la bonne réponse (un salpicon) et ce dernier peut donc se rendre immédiatement en cuisine tandis que son père confectionne un panier au garde-manger. Les autres candidats restent aux vestiaires.
Quand il reste trente minutes de cuisine, Stéphane Rotenberg pose la troisième question : « la purée Saint-Germain est à base de ? » et propose quatre réponses : pois cassés, pommes de terre, carottes , brocolis. Les proches de Pierre, Anne-Cécile, Noémie, Jérémy et Jennifer trouvent la bonne réponse (pois cassés). Les cinq candidats peuvent à leur tour entrer en cuisine pendant que leurs proches vont au garde-manger.
À quinze minutes de la fin de l'épreuve, Stéphane Rotenberg pose la dernière question de cuisine : « qu'est ce que le fion ? » (un moule, un gâteau vendéen, un fromage ou une pièce de bœuf). Les proches de Julien et Alexis trouvent la bonne réponse (un gâteau vendéen) et peuvent aller cuisiner quinze minutes, tandis que Jordan, Thibault et Steven ne peuvent participer à l'épreuve.
| Candidat            | Proche                  | Temps de cuisine | Produit manufacturé                      | Plat | Votes des proches                        |
| ------------------- | ----------------------- | ---------------- | ---------------------------------------- | --- | ---------------------------------------- |
| Jean-Edern Hurstel  | Jean, son père          | 45 minutes       | Thon en boîte                            | Poivrons farcis à la mousse de thon et concombre, coulis de tomates cerises                               | 3 votes                                  |
| Pierre Augé         | Pierre, son père        | 30 minutes       | Purée en flocons                         | Mousseline de pommes de terre, girolles et artichauts persillés, tuile de pomme de terre                  | 5 votes                                  |
| Anne-Cécile Degenne | Françoise, sa mère      | 30 minutes       | Filets de maquereaux                     | Rillettes de maquereau à la crème de romarin, mousseline de céleri et croustillant aux feuilles de persil | 3 votes                                  |
| Noémie Honiat       | Esther, sa mère         | 30 minutes       | knacks (saucisses)                       | Mousse de saucisse, tartare de tomates et chips de saucisse au gruyère                                    | 0 vote                                   |
| Jérémy Brun         | Maëva, sa fiancée       | 30 minutes       | Maïs en boîte                            | Velouté de maïs et sa salade croquante, chips de vitelotte                                                | 0 vote                                   |
| Jennifer Taïeb      | Chantal, sa mère        | 30 minutes       | Olives                                   | Brouillade d'œufs aux olives et à l'huile de truffe                                                       | 0 vote                                   |
| Julien Lapraille    | Guy, son père           | 15 minutes       | Fromage industriel                       | Brouillade d'œufs à la crème de fromage, chips de peau de tomate                                          | 0 vote                                   |
| Alexis Braconnier   | Marie, sa sœur          | 15 minutes       | Chips                                    | Œuf cocotte, crème de gruyère et chips et jus de poivron                                                  | Plat non présenté                        |
| Steven Ramon        | Isabelle, sa mère       | 0 minute         | Le candidat ne participe pas à l'épreuve | Le candidat ne participe pas à l'épreuve                                                                  | Le candidat ne participe pas à l'épreuve |
| Jordan Vignal       | Michelle, sa grand-mère | 0 minute         | Le candidat ne participe pas à l'épreuve | Le candidat ne participe pas à l'épreuve                                                                  | Le candidat ne participe pas à l'épreuve |
| Thibault Sombardier | Geoffroy, son frère     | 0 minute         | Le candidat ne participe pas à l'épreuve | Le candidat ne participe pas à l'épreuve                                                                  | Le candidat ne participe pas à l'épreuve |

À la fin du temps imparti, Alexis décide de ne pas présenter de plat, ses œufs cocotte n'étant pas cuits. Les sept plats sont dégustés par les proches et Cyril Lignac. Après la dégustation, chaque dégustant désigne le plat qu'il a préféré mais ne peut voter pour son proche : Guy, Chantal et Maëva votent pour le plat de thon en boîte de Jean-Edern ; Jean, Geoffroy et Pierre votent pour le plat de filets de maquereaux d'Anne-Cécile ; Esther, Françoise, Isabelle, Marie et Michèle votent pour le plat de purée en flocons de Pierre. C'est donc Pierre qui remporte l'immunité du vote des proches.
De son côté Cyril Lignac choisit également un plat et donne son immunité à Jean-Edern pour son plat de thon.
Pierre et Jean-Edern, qualifiés pour la suite du concours, ne participent pas aux épreuves suivantes de cet épisode.

#### 2eépreuve- le repas de mariage
Les neuf candidats non qualifiés se retrouvent dans les vestiaires de Top Chef où ils découvrent sur un écran le futur marié Jean qui veut offrir un mariage de rêve à sa fiancée Stéphanie, qui ne se doute de rien.

##### Épreuves qualificatives

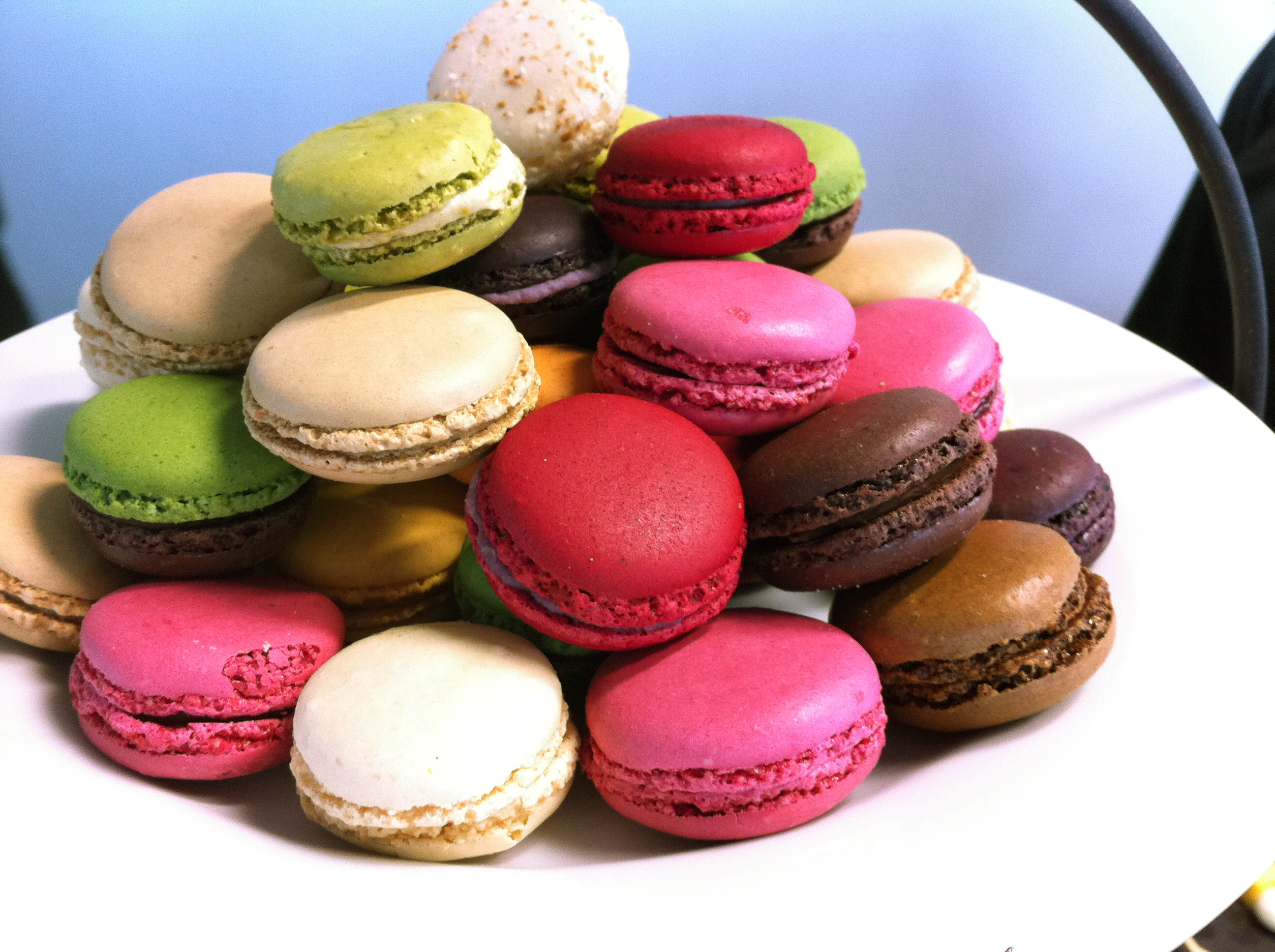
La première épreuve qualificative consiste à réaliser des macarons.

Pour pouvoir réaliser le menu de mariage de Jean et Stéphanie, les candidats vont devoir se départager au cours de deux épreuves qualificatives. Pour cela, ils sont répartis en trois équipes : l'équipe 1 avec Steven, Thibault et Alexis ; l'équipe 2 avec Noémie, Anne-Cécile et Jennifer ; l'équipe 3 avec Jérémy, Jordan et Julien. Deux équipes seront qualifiées pour le repas de mariage, à l'issue de dégustations réalisées par la future mariée, qui, sans le savoir, départagera les candidats.
La première épreuve qualificative consiste à réaliser des macarons salés pour la future mariée : chaque équipe désigne un candidat pour réaliser les macarons : Noémie, Alexis et Jérémy disposent de quarante-cinq minutes en cuisine. Un peu plus tard, ils suivent sur un écran la dégustation en caméra cachée par la future mariée, à qui son amie Evelyne a fait croire qu'elle avait besoin de son avis sur des macarons créés par un ami. La future mariée préfère le macaron à la crème de foie gras et wasabi, brunoise de pomme Granny Smith réalisé par Alexis. L'équipe 1 de Steven, Thibault et Alexis est donc la première qualifiée pour l'épreuve du repas de mariage.
La seconde épreuve qualificative oppose les deux candidats des équipes 2 et 3 qui n'ont pas travaillé sur le macaron : Anne-Cécile et Jennifer affrontent Jérémy et Jordan en réalisant une entrée et un plat entièrement allégés pour la future mariée. Les plats devront être dressés dans des bocaux selon un principe présenté par le chef triplement étoilé Jean-Michel Lorain.
Dans l'équipe 2, Anne-Cécile réalise en plat une verrine de Saint-Jacques poêlées, pleurotes sautées et jus de palourde au basilic. Jennifer prépare un tartare de légumes croquants et agrumes, mozzarella, yaourt et gambas grillée, mais souffre du besoin de contrôle d'Anne-Cécile, qui l'interroge sur tout ce qu'elle fait. L'équipe 3 dialogue longuement et propose une gelée de concombre, crémeux de yaourt grec, coques et comptée de rhubarbe en entrée, suivie d'un émincé de volaille marinée, purée de patate douce et julienne de légumes croquants.
La future mariée déguste les bocaux avec son amie Evelyne dans un spa, où elle pense que la dégustation lui est offerte par l'établissement, qui lui demande conseil pour une future offre de restauration. Les candidats suivent la dégustation filmée en caméra cachée sur un écran. La future mariée préfère les verrines de l'équipe 2. Noémie, Anne-Cécile et Jennifer sont qualifiées à leur tour pour l'épreuve du repas de mariage.
Les deux équipes qualifiées peuvent choisir, parmi les trois candidats de l'équipe non qualifiée, un candidat supplémentaire. L'équipe des filles choisit Jérémy à l'unanimité. Dans l'équipe des garçons, Steven veut prendre Julien, tandis que Thibault préfère Jordan. Incapable de s'entendre, l'équipe tire à pile ou face et retient Jordan.
Julien, non choisi par les deux équipes, est envoyé directement en dernière chance.

#### Le repas de mariage

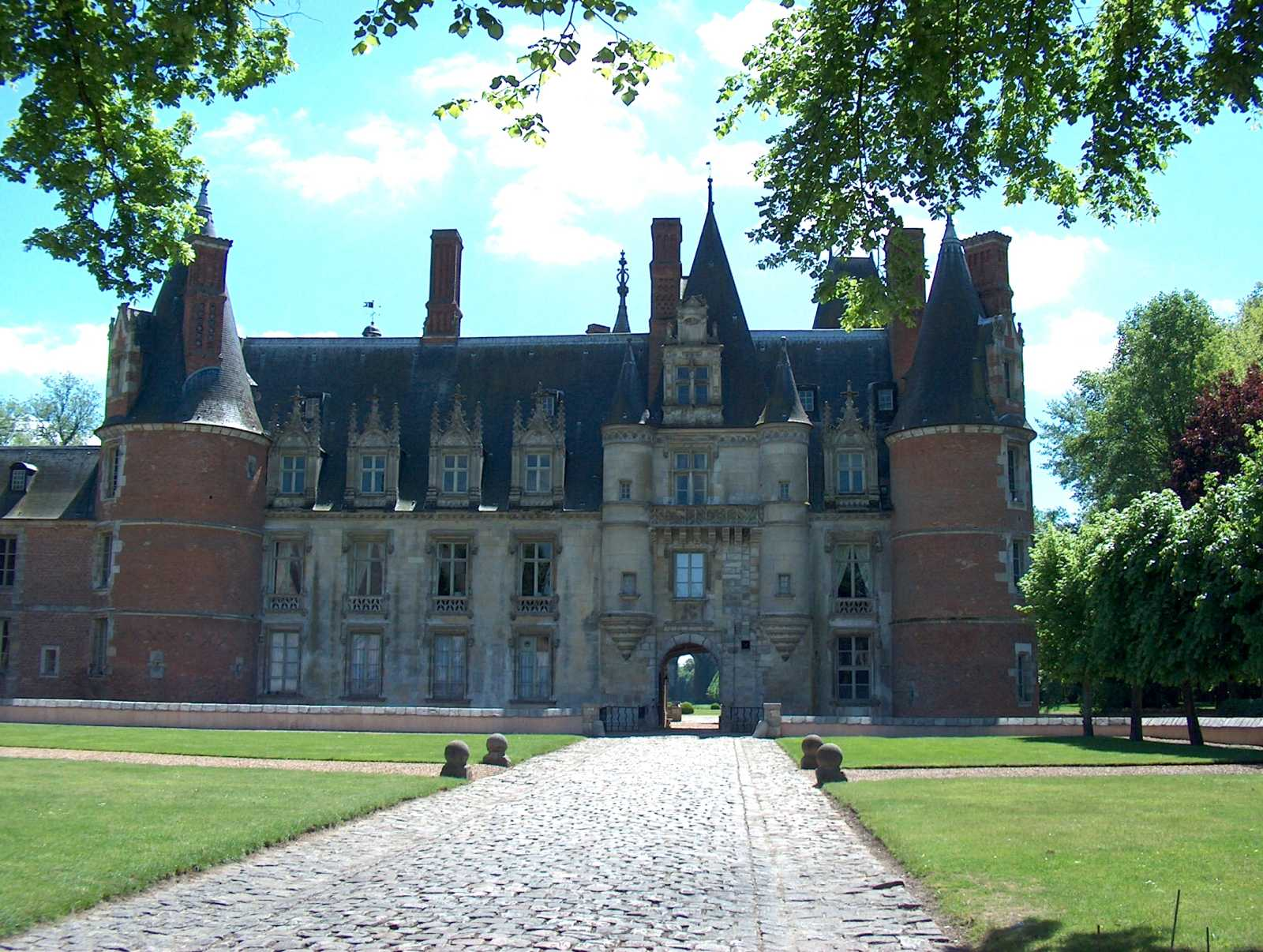
Les candidats réalisent le menu de mariage devant l'entrée du château de Maintenon.

Les deux équipes se retrouvent le lendemain au château de Maintenon où aura lieu la fête de mariage de Jean et Stéphanie. Cette dernière pense que la fête aura lieu dans un restaurant modeste. Un cadreur, complice de la production, filme le mariage du couple.
Pendant ce temps, Stéphane Rotenberg, Christian Constant et Jean-François Piège indiquent aux candidats qu'ils ont trois heures pour réaliser un menu comprenant du tourteau en entrée et un plat à base de veau. Les candidats cuisinent sous un chapiteau monté devant l'entrée du château.
Dans l'équipe orange (Noémie, Anne-Cécile, Jennifer, Jérémy), Jérémy s'impose comme chef et demande que l'équipe se concerte avant de prendre les produits au garde-manger. Dans l'équipe grise (Steven, Thibault, Alexis, Jordan), les candidats se répartissent les rôles sans désigner de chef.
Constatant le manque d'organisation dans l'équipe grise, Jean-François Piège demande aux équipes de désigner un chef. L'équipe orange désigne Jérémy. Dans l'équipe grise, Alexis et Thibault désignent Steven mais continuent de travailler individuellement dans une ambiance tendue.
| Équipe  | Anne-Cécile, Jennifer, Jérémy, Noémie                                                     | Alexis, Jordan, Steven, Thibault                           |
| ------- | ----------------------------------------------------------------------------------------- | ---------------------------------------------------------- |
| Entrée  | Brunoise de tourteau et Granny Smith, tuile de curry et gelée de pomme verte              | Maki de radis noir et tourteaux à la mayonnaise de cresson |
| Plat    | Pavé de veau rôti, pommes de terre fondantes aux cèpes, purée de carottes et jus au Xérès | Veau rôti, céleris confits et côtes de blettes             |
| Votes   | Vote de Christian Constant et vote de Jean-François Piège                                 | Vote des convives                                          |
| Verdict | Équipe qualifiée                                                                          | Équipé envoyée en dernière chance                          |

Alors que les préparatifs avancent, les jeunes mariés Jean et Stéphanie arrivent et Stéphanie découvre le château où aura lieu la réception de mariage, et où les convives, déjà arrivés, l'accueillent par des applaudissements. Le couple est également accueilli par Stéphane Rotenberg, Jordan et Jennifer.
Les jeunes mariés et leurs invités dégustent les menus des deux équipes dans une salle du château. Les menus sont également dégustés par Christian Constant et séparément par Jean-François Piège. Après les entrées, les plats sont servis alors que la nuit est tombée.
Le repas terminé, les convives votent à main levée en majorité pour le menu réalisé par l'équipe grise. Christian Constant vote pour le menu réalisé par l'équipe orange, de même que Jean-François Piège. À deux votes contre un, c'est l'équipe orange qui remporte l'épreuve.
Anne-Cécile, Jennifer, Jérémy et Noémie sont donc qualifiés pour la suite du concours, tandis que Alexis, Jordan, Steven et Thibault rejoignent Julien en dernière chance.

#### Épreuve de ladernière chance

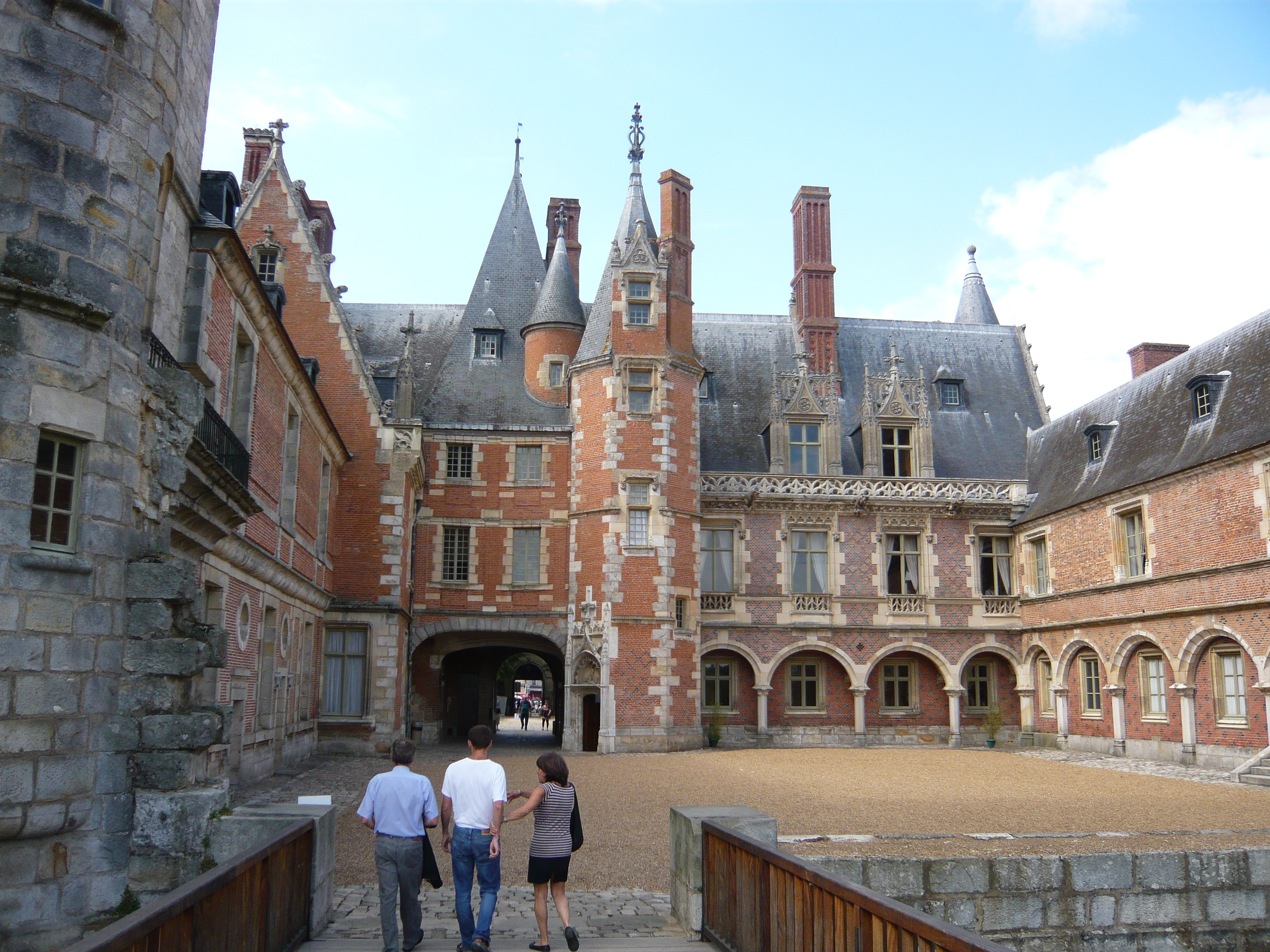
Les desserts sont dégustés par les quatre chefs dans la cour du château de Maintenon.

L'épreuve de la dernière chance porte sur les agrumes. Plus plus tôt dans la journée, les neuf candidats (Julien, Anne-Cécile, Jennifer, Jérémy, Noémie, Alexis, Jordan, Steven et Thibault) ont tous participé à une épreuve de dernière chance et réalisé un dessert en quarante-cinq minutes.
Le repas de mariage terminé, seuls les plats réalisés par les cinq candidats non qualifiés sont dégustés par Thierry Marx, Ghislaine Arabian, Christian Constant et Jean-François Piège dans la cour du château.
Seule la dégustation et montrée à l'écran avec quelques flashbacks sur l'épreuve. 
| Candidat            | Dessert                                                                                             | Verdict                 |
| ------------------- | --------------------------------------------------------------------------------------------------- | ----------------------- |
| Steven Ramon        | Ravioles au citron et chocolat blanc, kumquats confits et amandes croustillantes                    | -                       |
| Julien Lapraille    | Agrumes marinés à la fleur de sel et au piment d'Espelette, ganache au chocolat et crumble céréales | -                       |
| Thibault Sombardier | Gelée d'agrumes et mousse de noix de coco et citron vert                                            | -                       |
| Jordan Vignal       | Agrumes poêlés aux épices, jus à l'anis étoilé                                                      | Plat écarté par le jury |
| Alexis Braconnier   | Blanc manger aux agrumes et tuile au caramel de sésame                                              | -                       |

Après la dégustation, le jury indique qu'il a eu un coup de cœur pour « Parfum d'Orient », le dessert d'Alexis. À l'inverse, deux desserts sont en ballotage pour l'élimination : les agrumes au piment d'Espelette (Julien) et le méli-mélo (Jordan). C'est finalement Jordan, le seul apprenti de Top Chef, qui est éliminé,,,,,,.

### 6eépisode
Cet épisode est diffusé pour la première fois le lundi 24 février 2014.

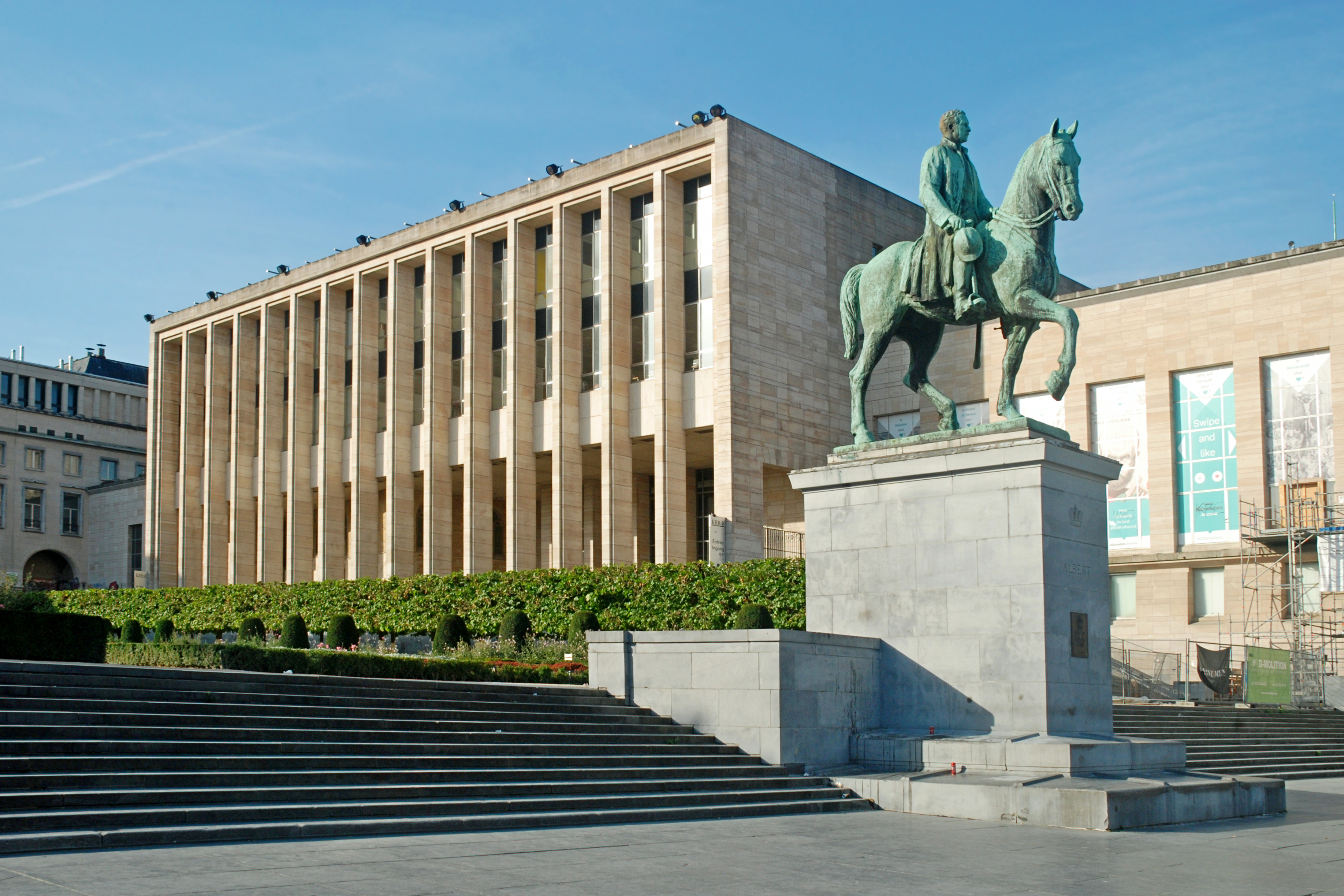
Les candidats arrivent à Bruxelles sur le Mont des Arts.

Le sixième épisode de la saison 5 se déroule entièrement dans la ville de Bruxelles. Les dix candidats encore en lice arrivent au mont des Arts dans un autobus, les yeux bandés, sachant uniquement qu'ils sont en Belgique. Ils sont guidés et installés dans la nacelle qui constitue le restaurant Dinner in the sky et sont autorisés à ôter leurs bandeaux pour découvrir qu'ils ont été hissés à cinquante mètres de haut.
Stéphane Rotenberg explique que, tout au long de l'épisode, les candidats participeront à des épreuves pour pouvoir faire partie des trois candidats qui auront une chance de cuisiner à Dinner in the sky, où des chefs étoilés français ont déjà cuisinés. En outre, il n'y aura pas d'élimination dans cet épisode et le candidat vainqueur de l'épisode remportera une « super immunité », pour les deux prochaines semaines. En contrepartie, la septième semaine du concours verra deux candidats éliminés.

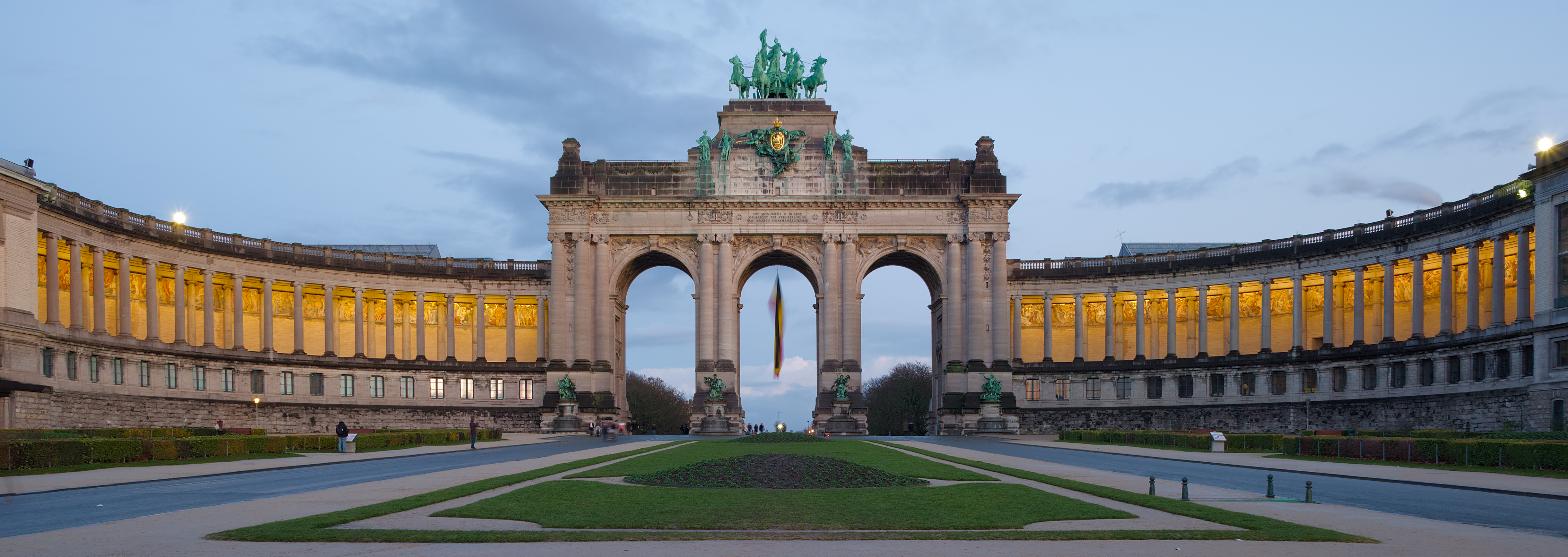
Les candidats s'affrontent au cours de trois défis en extérieur sur la place du Cinquantenaire, à Bruxelles.

Les candidats se retrouvent ensuite sur la place du Cinquantenaire, où dix postes de travail sont agencés en forme d'arène en arc-de-cercle. Les candidats doivent relever trois défis inspirés de la gastronomie belge, à l'issue de chacun desquels un candidat sera qualifié pour aller cuisiner dans la nacelle, tandis qu'un autre candidat sera écarté des qualifications à l'issue de chaque défi.

#### 1reépreuve- le chicon au gratin
Le premier défi est présenté par Stéphane Rotenberg, Christian Constant, Ghislaine Arabian et le chef belge Pierre Wynants, triplement étoilé pendant vingt-huit ans. L'épreuve consiste à revisiter le chicon au gratin, spécialité belge, en quarante-cinq minutes.
| Candidat            | Plat                                                                                     | Résultat                                       |
| ------------------- | ---------------------------------------------------------------------------------------- | ---------------------------------------------- |
| Noémie Honiat       | Chartreuse d'endives, millefeuille de jambon et béchamel                                 | -                                              |
| Julien Lapraille    | Concassées d'endives marinées, jambon et béchamel gratinée en siphon                     | -                                              |
| Jean-Edern Hurstel  | Gratiné d'endives et jambon, béchamel au siphon                                          | -                                              |
| Pierre Augé         | Chicon gratin inversé, sphère aux deux jambons et béchamel au jus d'endives              | Le candidat est qualifié pour l'épreuve finale |
| Jennifer Taïeb      | Endive caramélisée au balsamique, julienne de jambon et tuile de parmesan                | -                                              |
| Anne-Cécile Degenne | Endives au beurre et balsamique, jambon croustillant et poêlé et déclinaison de béchamel | La candidate est écartée des qualifications    |
| Steven Ramon        | Jambon poêlé, crème d'endives au siphon, tombée d'endives sucrées et tuile au fromage    | -                                              |
| Alexis Braconnier   | Cru-cuit d'endives et vinaigrette à la vanille                                           | -                                              |
| Jérémy Brun         | Étuvée d'endive, jambon poêlé et sauce Mornay                                            | -                                              |
| Thibault Sombardier | Millefeuille d'endives au jambon, sauce Mornay et sabayon gratiné                        | -                                              |

Les plats sont dégustés sur les plans de travail, en présence de chaque candidat, par Pierre Wynants et Rudy Vervoort, Ministre-président de la Région de Bruxelles-Capitale. Ce jury donne la victoire à Pierre, premier candidat qualifié pour gagner sa place sur la nacelle.
Les plats sont dégustés par ailleurs par les chefs Christian Constant et Ghislaine Arabian, qui désignent le candidat ayant fait le plat le moins convaincant. Leur choix s'arrête sur Anne-Cécile, qui ne participe donc pas aux épreuves suivantes.

#### 2eépreuve- la garniture liquide
Le second défi est inspiré par le chef belge Sang-Hoon Degeimbre qui réalise ses plats comme des tableaux culinaires, inspirés par l'art contemporain. Les huit candidats restant devront réaliser des garnitures liquides pour les utiliser comme de la peinture dans l'assiette. Ils disposent de quarante-cinq minutes pour réaliser leur plat.
| Candidat            | Plat                                                                                       | Résultat                                         |
| ------------------- | ------------------------------------------------------------------------------------------ | ------------------------------------------------ |
| Noémie Honiat       | Carpaccio de bar mariné, purée de carottes, harengs fumés mixés et jus d'herbes            | La candidate est qualifiée pour l'épreuve finale |
| Julien Lapraille    | Carpaccio de bar, purée de betteraves, jus de carottes et de tomates                       | -                                                |
| Jean-Edern Hurstel  | Bar cru, oeufs pochés mixés, jus de mûres et betteraves, brunoise de pommes                | -                                                |
| Pierre Augé         | Candidat déjà qualifié                                                                     | Candidat déjà qualifié                           |
| Jennifer Taïeb      | Bar cru, crème betteraves coriandre, carottes fenouil et jus d'herbes                      | La candidate est écartée des qualifications      |
| Anne-Cécile Degenne | Candidate déjà écartée des qualifications                                                  | Candidate déjà écartée des qualifications        |
| Steven Ramon        | Bar poêlé avec croûte tomate et piment, jus d'herbe, coulis de mûres et choux-fleurs       | -                                                |
| Alexis Braconnier   | Bar en deux façons, coulis d'épinards, jus de framboises et granité d'huile d'olive        | -                                                |
| Jérémy Brun         | Carpaccio de bar, purée de mangue, jus de poivron et de framboises                         | -                                                |
| Thibault Sombardier | Pavé de bar confit, vinaigrette de radis rose, purée de poivrons jaunes et encre de seiche | -                                                |

Sang-Hoon Degeimbre et Carl Gillain, candidat belge de la saison 3 de Top Chef, font le tour des plans de travail et dégustent les plats. Ils retiennent le plat de Noémie, qualifiée à son tour. Les chefs Constant et Arabian éliminent Jennifer.

#### 3eépreuve- la fraise de Wépion au sucre
Le dernier défi consiste à revisiter les fraises de Wépion au sucre pour la chanteuse belge Lio. Les six candidats restant disposent de quarante-cinq minutes de cuisine.
| Candidat            | Plat                                                                           | Résultat                                       |
| ------------------- | ------------------------------------------------------------------------------ | ---------------------------------------------- |
| Noémie Honiat       | Candidate déjà qualifié                                                        | Candidate déjà qualifié                        |
| Julien Lapraille    | Tartare de fraises, crumble de cassonade, meringue sucrée salée et sucre filé  | Le candidat est qualifié pour l'épreuve finale |
| Jean-Edern Hurstel  | Banana split aux fraises, crumble, crème montée, compote balsamique fraises    | Candidat perdant                               |
| Pierre Augé         | Candidat déjà qualifié                                                         | Candidat déjà qualifié                         |
| Jennifer Taïeb      | Candidate déjà écartée des qualifications                                      | Candidate déjà écartée des qualifications      |
| Anne-Cécile Degenne | Candidate déjà écartée des qualifications                                      | Candidate déjà écartée des qualifications      |
| Steven Ramon        | Fraises marinées, coulis de tomates rouges et marmelade d'agrumes              | Candidat perdant                               |
| Alexis Braconnier   | Émincé de fraises et mousse de fraise dans une tour en sucre                   | Candidat perdant                               |
| Jérémy Brun         | Carpaccio de fraises, coulis de fraises et boule de sucre                      | Candidat perdant                               |
| Thibault Sombardier | Émincé de fraises, jus de fraises, crème montée au sucre mascavo et sucre filé | Candidat perdant                               |

Les desserts sont dégustés par Lio sur les plans de travail en présence des candidats. Lio qualifie donne la victoire au plat de Julien, dont elle a apprécié la touche salée.

#### Nouvelle règle et constitution des équipes
L'épreuve tout juste terminée, Stéphane Rotenberg appelle les trois candidats qualifiés, Pierre, Noémie et Julien, pour annoncer un coup de théâtre. Seuls deux candidats, et non pas trois, pourront cuisiner dans la nacelle. Pour cela, les trois candidats qualifiés doivent s'affronter au cours d'une nouvelle épreuve avec un équipier choisi parmi les cinq candidats perdants. Le binôme qui remportera cette épreuve accèdera à la nacelle pour un duel final.
Pierre a le premier choix et sélectionne Alexis. Noémie choisit ensuite Jean-Edern, avec qui elle a déjà travaillé en équipe. Julien choisit Steven par amitié. Thibault et Jérémy, non choisis, ne participent pas à la suite des épreuves.
Le soir venu, Pierre et Noémie, gagnants des deux premier défis, sont invités à dîner dans un restaurant original, situé dans un tramway bruxellois. Ils sont accueillis par deux finalistes de la saison précédente, Florent Ladeyn et le belge Jean-Philippe Watteyne, qui leur ont préparé un repas.
À la fin du repas, Jean-Philippe et Florent remettent aux deux candidats une enveloppe, contenant un indice sur l'épreuve du lendemain. Noémie et Pierre ouvrent l'enveloppe en présence des autres candidats et lisent l'indice : « 97% de la population française en mangent au moins une fois par semaine, 392.300 tonnes ont été vendues en 2012 en France. Les français y consacrent en moyenne 110 € par an. Le belge en consomme en moyenne 8 kg par an. » Les candidats pensent tous à la pomme de terre.

#### 4eépreuve- le plat salé et le dessert au chocolat
Le lendemain, les trois binômes se retrouvent sur le mont des Arts, où se trouve la nacelle, en présence de Stéphane Rotenberg, Cyril Lignac, Jean-Philippe Watteyne et Florent Ladeyn.
Pour se départager, les trois binômes devront réaliser deux plats avec le même produit de base : un plat salé, qui sera dégusté par Florent Ladeyn et Jean-Philippe Watteyne, et un dessert sucré jugé par le chef Lignac.
Stéphane Rotenberg annonce que le produit imposé est le chocolat. Les candidats disposent de quarante-cinq minutes pour présenter leur plat salé. À la dégustation, Florent Ladeyn et Jean-Philippe Watteyne désigneront le plat le moins convaincant, dont l'équipe sera immédiatement éliminée sans pouvoir présenter son dessert.
Les candidats travaillent sous des chapiteaux tandis qu'une averse les mouille alors qu'ils sélectionnent leurs produits.
| Équipes    | Équipe 1                                                                                    | Équipe 1                                                                                    | Équipe 2                                                                                      | Équipe 2                                                                                      | Équipe 3                                                                                  | Équipe 3                                                                                  |
| ---------- | ------------------------------------------------------------------------------------------- | ------------------------------------------------------------------------------------------- | --------------------------------------------------------------------------------------------- | --------------------------------------------------------------------------------------------- | ----------------------------------------------------------------------------------------- | ----------------------------------------------------------------------------------------- |
| Candidats  | Pierre Augé                                                                                 | Alexis Braconnier                                                                           | Noémie Honiat                                                                                 | Jean-Edern Hurstel                                                                            | Julien Lapraille                                                                          | Steven Ramon                                                                              |
| Plat salé  | Cuisses de grenouilles sautées, beignets de chocolat curry, lamelles d'avocats citron caaco | Cuisses de grenouilles sautées, beignets de chocolat curry, lamelles d'avocats citron caaco | Sole pochée, sauce au jus de coque et chocolat blanc, chou cru, mousse au chocolat et agrumes | Sole pochée, sauce au jus de coque et chocolat blanc, chou cru, mousse au chocolat et agrumes | Rouget cuit laqué au jus d'orange et chocolat, purée de potiron, pickles de fenouil       | Rouget cuit laqué au jus d'orange et chocolat, purée de potiron, pickles de fenouil       |
| Verdict    | Plat qualifié                                                                               | Plat qualifié                                                                               | Plat écarté                                                                                   | Plat écarté                                                                                   | Plat qualifié                                                                             | Plat qualifié                                                                             |
| Plat sucré | Cigare au chocolat fourré d'une crème anglaise et crème chocolat caramel                    | Cigare au chocolat fourré d'une crème anglaise et crème chocolat caramel                    | -                                                                                             | -                                                                                             | Blanc-manger fourré d'une salade de fruits, émulsion de chocolat, sace chocolat et poivre | Blanc-manger fourré d'une salade de fruits, émulsion de chocolat, sace chocolat et poivre |
| Verdict    | Dessert écarté                                                                              | Dessert écarté                                                                              | -                                                                                             | -                                                                                             | Dessert qualifié                                                                          | Dessert qualifié                                                                          |
| Résultat   | -                                                                                           | -                                                                                           | -                                                                                             | -                                                                                             | Les deux candidats sont qualifiés pour l'épreuve finale                                   | Les deux candidats sont qualifiés pour l'épreuve finale                                   |

Au bout de quarante-cinq minutes d'épreuve, Stéphane Rotenberg demande à Alexis, Jean-Edern et Steven de présenter leurs plats salés, tandis que les trois autres candidats continuent de travailler sur les desserts.
Florent Ladeyn et Jean-Philippe Watteyne dégustent les trois plats en présence des trois candidats et qualifient l'assiette de Julien et Steven pour laquelle ils ont eu un coup de cœur. Ils décident d'écarter l'assiette de Noémie et Jean-Edern dont la sole était en surcuisson. Steven et Alexis retournent cuisiner alors qu'il ne reste que quinze minutes au chronomètre, tandis que Jean-Edern doit annoncer à Noémie qu'ils sont éliminés.
Les deux desserts de chocolat sont dégustés par Cyril Lignac et le chocolatier belge Pierre Marcolini. Les deux membres du jury décident de donner la victoire au dessert de Julien et Steven. Les deux candidats sont qualifiés pour le duel final qui a lieu dans la nacelle.

#### Épreuve finale

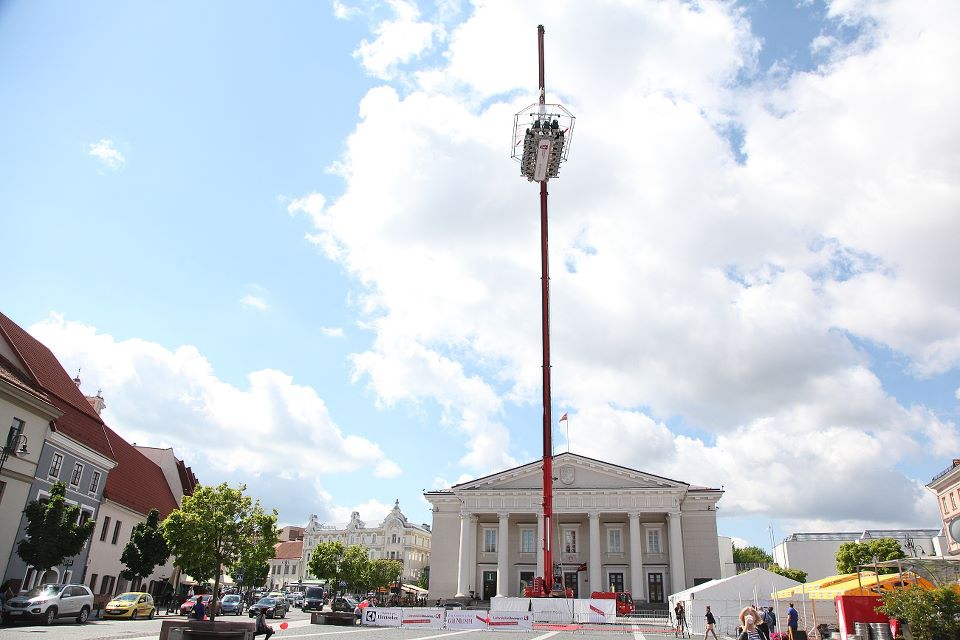
Les deux candidats cuisinent le menu de l'épreuve finale dans une nacelle-restaurant suspendue à cinquante mètres de haut, le Dinner in the Sky.

Julien et Steven ont une heure pour réaliser, à cinquante mètres de haut, un menu revisitant des spécialités belges et comprenant des croquettes de crevettes en entrée, une moule-frites en plat principal et une gaufre comme dessert.
Outre une immunité de deux semaines, le vainqueur obtiendra par ailleurs la possibilité de développer une gamme traiteur à son nom qui sera vendue dans le réseau Auchan.
Les deux  candidats commencent leurs préparations au sol mais devront cuisiner, cuire et dresser leurs assiettes dans la nacelle suspendue, devant un jury de chefs cumulant onze étoiles : Yves Mattagne (deux étoiles), Pascal Devalkeneer (deux étoiles), Lionel Rigolet (deux étoiles), Jean-François Piège (deux étoiles), Thierry Marx (deux étoiles), Christian Constant (une étoile) et Ghislaine Arabian.
Julien monte le premier dans la nacelle et cuisine dans l'espace central de la nacelle, au milieu des sept chefs installés sur la périphérie de la nacelle. Bien que très impressionné par le parterre de chefs et perturbé par le vertige, Julien arrive à détendre l'atmosphère avec quelques blagues et à créer une atmosphère décontractée.
Steven succède à Julien dans la nacelle mais est sujet à l'émotion et à de forts doutes pendant qu'il cuisine au point que Jean-François Piège en vient à lui demander d'arrêter de dire qu'il est désolé et de tenter de le sortir de la négativité : « Arrête de rendre tout négatif, tu nous aimes, nous on t'aime ». Après une entrée et un plat très réussis, le dessert de Steven déçoit le jury et Steven craque et se met à pleurer. 
| Service  | Thème imposé            | Julien Lapraille                                                                  | Steven Ramon                                                     |
| -------- | ----------------------- | --------------------------------------------------------------------------------- | ---------------------------------------------------------------- |
| Entrée   | Croquettes de crevettes | Têtes de crevettes frites, tartare de gambas, bouillon thaï et crème de crevettes | Samossa aux gambas et aux algues, sauce de crevettes à la bière  |
| Plat     | Moules-frites           | Moules dans leurs coquilles, jus à la bière, pommes Pont-Neuf et légumes glacés   | Soupe de moules et pommes fondantes cuites au jus de moule       |
| Dessert  | Gaufre                  | Gaufre, fraises natures en lamelles et gelée de fraises                           | Gaufre avec émulsion sucrée, demi-fraise et pistaches torréfiées |
| Résultat | Résultat                | -                                                                                 | Le candidat remporte l'épreuve                                   |

Après délibération du jury, les deux candidats prennent connaissance du verdict par le tirage d'un couteau. C'est Steven qui tire une lame verte synonyme de victoire et remporte l'immunité de deux semaines,,,,,.

### 7eépisode
Cet épisode est diffusé pour la première fois le lundi 3 mars 2014.
Dans cet épisode, deux candidats seront éliminés, un à l'issue d'une première épreuve et le second à la fin de l'épisode. Steven Ramon ayant gagné une immunité à la faveur de l'épisode précédent, ne participe pas à la première épreuve et ne pourra pas non plus être éliminé à la fin de l'épisode.

#### 1reépreuve- l'épreuve des mentors
Dans les vestiaires de Top Chef, les candidats (à l'exception de Steven Ramon) découvrent une lettre de leurs mentors, les chefs qui leur ont tout appris en cuisine. Ils les retrouvent en cuisine juste avant l'épreuve, qui sera éliminatoire pour un des neuf candidats. Les mentors quittent la cuisine avant l'énoncé de l'épreuve et devront ensuite voter à l'aveugle pour le plat le moins convaincant.
Les candidats disposent d'une heure et demie pour cuisiner un plat gastronomique à base de poulet de Bresse.
| Candidat            | Mentor                                      | Composition du plat                                                                               | Intitulé du plat                                                                           | Votes des mentors |
| ------------------- | ------------------------------------------- | ------------------------------------------------------------------------------------------------- | ------------------------------------------------------------------------------------------ | ----------------- |
| Noémie Honiat       | Rémy Lesage, professeur de cuisine          | Ballotine de volaille farcie, légumes gourmands, mousseline de chou-fleur et coulis de fraise     | Ballotine de volaille et ses légumes gourmands                                             | -                 |
| Jean-Edern Hurstel  | Frédéric Robert, chef 1 étoile              | Suprême de volaille poché, boudin de cuisse, légumes crus et cuits                                | Suprême de volaille de Bresse poché, petit boudin blanc, légumes crus et cuits             | 2 votes           |
| Anne-Cécile Degenne | Thierry Renou, chef 1 étoile                | Ballotine de volaille, blancs laqués, trompettes de la mort et artichauts barigoules              | Ballotine de volaille, artichauts barigoules, trompettes sautées, jus ail fumé-noisettes   | -                 |
| Jérémy Brun         | Jean-Claude Guillon, chef 1 étoile          | Ballotine de cuisse de volaille à la sauge, girolles, cèpes et orange                             | Promenade gourmande dans les bois                                                          | 7 votes           |
| Pierre Augé         | Grégoire Sein, chef cuisinier               | Suprême de volaille en croûte de beurre, mousseline de courgettes au safran et abricots           | Poulet de Bresse rôti, beurre, coriandre, menthe, épices, abricot, citron                  | -                 |
| Alexis Braconnier   | Jean-Luc Danjou, Meilleur ouvrier de France | Volaille façon tajine, caviars de légumes, girolles sautées à l'abricot et bouillon à la cannelle | Quand la volaille de Bresse traverse la Mediterrannée                                      | -                 |
| Julien Lapraille    | Philippe Laffût                             | Suprêmes de volaille cuits sur le coffre, ballottines de mousse de volaille, légumes glacés       | Volaille de Bresse en deux façons, mousse et rôtie                                         | -                 |
| Jennifer Taïeb      | Alexis Blanchard                            | Suprême de volaille, cuisse rôtie, pomme de terre fondante et figue                               | Volaille de Bresse, petite purée carottes-romarin, cuisse rôtie et pomme de terre fondante | -                 |
| Thibault Sombardier | Mickaël Villot                              | Volaille de Bresse contisée aux herbes, sauce au vinaigre de vieux vin                            | Volaille de Bresse contisée aux herbes, sauce au vinaigre de vieux vin                     | -                 |

Les plats sont dégustés à l'aveugle par les neuf mentors et par Cyril Lignac, tandis que les candidats suivent la dégustation depuis les vestiaires, grâce à un écran. Ceux-ci retournent ensuite en cuisine écouter le verdict du jury. Les mentors se disent déçus de façon générale, malgré quelques belles assiettes.
L'assiette de Jean-Edern est jugée la moins convaincante par les mentors de Pierre et Jean-Edern. Celle de Jérémy est jugée la moins convaincante par tous les autres mentors, y compris celui de Jérémy. Avec sept voix contre son plat, c'est donc Jérémy, un des favoris du concours, qui est éliminé.

#### 2eépreuve- laguerre des restos
Les neuf candidats restants se retrouvent à Poissy pour l'épreuve de la guerre des restos. Les candidats sont répartis en trois équipes. Chaque équipe a deux jours pour transformer complètement un restaurant avec un budget de 2500 €, en concevant sa carte et sa décoration. Le restaurant jugé le moins attractif visuellement par le jury n'ouvrira pas ses portes, et ses candidats seront envoyés directement en dernière chance. Les deux autres seront départagés sur la dégustation de leur menu.
Les équipes sont constitués de la façon suivante :
- équipe 1 : Julien, Pierre et Steven ;
- équipe 2 : Thibault, Noémie et Jean-Edern ;
- équipe 3 : Alexis, Jennifer et Anne-Cécile

Stéphane Rotenberg fait visiter les restaurants disponibles aux trois équipes : le premier restaurant est une brasserie moderne avec une salle spacieuse, le second est un restaurant indien à la décoration surchargée mais à la cuisine fonctionnelle; le troisième est une crêperie avec une cuisine très peu équipée. Steven ayant l'immunité a le droit de choisir le restaurant pour son équipe et d'attribuer les deux autres : il prend le premier restaurant, donne le second à Thibault, Noémie et Jean-Edern et laisse la crêperie à Alexis, Jennifer et Anne-Cécile.
L'équipe de Steven, Julien et Pierre décide de créer un bistrot convivial appelé « Comme chez soi ». L'équipe de Noémie, Thibault et Jean-Edern opte pour un restaurant épuré et design appelé « L'orchidée » et un menu de poisson dressé devant les convives. Enfin, l'équipe de Anne-Cécile, Alexis et Jennifer opte pour une table d'hôte appelé « Les 3 canailles ».
Au terme des 48 heures de préparation, un jury de dix blogueurs culinaires observe les restaurants de l'extérieur et vote pour les deux qu'ils ont le plus envie de tester. Le restaurant Les 3 Canailles fait l'unanimité et ouvre ses portes. Le restaurant L'Orchidée obtient deux voix de plus que Comme chez Soi. C'est donc ce dernier qui n'ouvre pas pour les dégustations. Julien et Pierre vont directement en dernière chance, Steven étant protégé par son immunité.
| Équipe   | Candidat            | Nom du restaurant | Vote des blogueurs | Menu du restaurant | Menu du restaurant                                                                           | Votes du jury     |
| -------- | ------------------- | ----------------- | ------------------ | ------------------ | -------------------------------------------------------------------------------------------- | ----------------- |
| Équipe 1 | Julien Lapraille    | Comme chez soi    | 4 votes            | Entrée             | Pressé de foie gras artichaut en mille-feuille, fèves de tonka, sabayon d'estragon           | Non dégusté       |
| Équipe 1 | Pierre Augé         | Comme chez soi    | 4 votes            | Plat               | Cabillaud rôti en croûtes de parmesan et chorizo, légumes grillés, ajo blanco safrané        | Non dégusté       |
| Équipe 1 | Steven Ramon        | Comme chez soi    | 4 votes            | Dessert            | Pêche plate pochée, vanille verveine, crème mousseline, tuile croustillante                  | Non dégusté       |
| Équipe 2 | Thibault Sombardier | L'Orchidée        | 6 votes            | Entrée             | Effiloché de lapin, gelée de tomate, moules, amandes de mer, crème moutardée, jus de coques  | Premier aux votes |
| Équipe 2 | Noémie Honiat       | L'Orchidée        | 6 votes            | Plat               | Carrelet poché dans un bouillon gingembre citron, crème de fenouil, ravioles à la riccota    | Premier aux votes |
| Équipe 2 | Jean-Edern Hurstel  | L'Orchidée        | 6 votes            | Dessert            | Fruits rouges macérés, moelleux au chocolat, gelée de framboise, mousse verveine citron vert | Premier aux votes |
| Équipe 3 | Alexis Braconnier   | Les 3 Canailles   | 10 votes           | Entrée             | Compressé de jarret de porc braisé à la bière, cru cuit de radis, vinaigrette à l'orange     | Second aux votes  |
| Équipe 3 | Jennifer Taïeb      | Les 3 Canailles   | 10 votes           | Plat               | Turbot poêlé, mousseline d'artichauts avec haricots coco de Paimpol, chips d'artichauts      | Second aux votes  |
| Équipe 3 | Anne-Cécile Degenne | Les 3 Canailles   | 10 votes           | Dessert            | Pêche pochée à la verveine, crémeux verveine, granité champagne framboise                    | Second aux votes  |

Les dix blogueurs accompagnés des chefs Thierry Marx, Jean-François Piège, Ghislaine Arabian, Christian Constant et Cyril Lignac visitent les deux restaurants et dégustent les menus. Chacun des quinze membres de ce jury vote ensuite pour le restaurant qu'il a préféré. C'est finalement « L'orchidée », le restaurant de Noémie, Thibault et Jean-Edern qui l'emporte « d'une courte tête ». Alexis, Anne-Cécile et Jennifer, qui ont tout de même remporté le vote de Thierry Marx, Jean-François Piège, Ghislaine Arabian et Christian Constant vont en dernière chance.

#### Épreuve de ladernière chance
Sur le thème du Saumon, Julien, Pierre, Jennifer, Anne-Cécile et Alexis s'affrontent en dernière chance. Au terme de cette épreuve, c'est Jennifer qui est éliminée,,,,.

### 8eépisode
Cet épisode est diffusé pour la première fois le lundi 10 mars 2014.
Ils ne sont plus que 8 candidats : Noémie, Thibault, Jean-Edern, Steven, Julien, Pierre, Alexis et Anne-Cécile.

#### Épreuve 1
Un des candidats éliminé va avoir la possibilité de revenir dans le concours. Chaque éliminé choisit un candidat encore en lice, et ils devront cuisiner un plat au choix, en 1 heure. Dans le duo gagnant, le candidat éliminé reviendra dans le concours, tandis que l'autre aura l'immunité pour l'émission. Les groupes formés sont : Jérémy avec Julien L. , Jennifer avec Steven, Jordan avec Alexis, Mohamed avec Pierre, Marjorie avec Anne-Cécile, Latifa avec Noémie, Julien D. avec Thibault et Dieuveil avec Jean-Edern. Le chef Cyril Lignac impose au milieu de l'épreuve une épreuve intermédiaire de découpage de légumes aux candidats encore en lice, ils doivent réaliser des découpages de légumes de base, en 6 minutes. Le candidat en faisant le moins sera éliminé de l'épreuve, tout comme son partenaire qui ne pourra pas réintégrer le concours. Julien L. ne parvenant pas à en réaliser 2 est éliminé de l'épreuve, Jérémy ne peut donc pas réintégrer le concours.
Le chef Lignac goûte ensuite les plats des candidats. 4 sont sélectionnés, ceux de Thibault et Julien D, de Noémie et Latifa, de Pierre et Mohamed et de Steven et Jennifer. La décision devra se faire entre Thibaut et Pierre et finalement, c'est Thibaut qui gagne l'immunité et Julien D. le droit de revenir dans le concours.

#### Épreuve 2
Pour cette épreuve, les candidats sont répartis dans deux groupes, le premier composé de Thibault, Noémie, Julien L. et Steven et le second de Jean-Edern, Anne-Cécile, Pierre, Alexis et Julien D.

##### Groupe 1
Le premier groupe va cuisiner sur un célèbre trois mâts de France. Ils doivent cuisiner des abats de poisson dans les cuisines du bateau, sortir 6 assiettes en 1 heure. Les candidats sont répartis en deux groupes : Thibaut et Julien ensemble, et Noémie et Steven et Noémie ensemble. Thibault et Steven ayant l'immunité chacun, aucun d'eux ne peut être éliminé. Chaque candidat en affronte un autre : Julien et Noémie s'affrontent sur les têtes de poisson et Steven et Thibault s'affrontent sur le rouget. À la fin de l'épreuve, chaque candidat va goûter les plats de l'autre duel sans savoir qui a fait quoi et attribuer un point au plat qu'ils préfèrent, au risque de donner un point à l'autre équipe. Thibault donne un point à Julien, Steven un point à Noémie, Julien donne un point à Steven et Noémie donne un point à Thibault. C'est donc égalité et ce sont les chefs et le capitaine du navire qui départagent en choisissant comme assiette celle de Thibault. Julien est donc qualifié et Noémie part en dernière chance.

##### Groupe 2
Pour le deuxième groupe, le célèbre chef Éric Guerin vient à top chef. Ce dernier travaille beaucoup avec les croquis. Il en a réaliser un et les candidats doivent tenter de réaliser un plat le ressemblant le mieux. À la fin de l'épreuve, le chef choisit les trois plats qu'il préfère. Il sélectionne ceux de Julien, Pierre et Anne-Cécile. Jean-Edern et Alexis partent donc en dernière chance. Ensuite, c'est au goût que se fait la différence et c'est Pierre qui se qualifie. Julien et Anne-Cécile partent en dernière chance.

#### Épreuve 3: la dernière chance
Le thème de cette dernière chance est la pomme et la poire. Chaque candidat réaliser un plat à partir de ces produits, en 45 minutes, et les chefs désignent ensuite le plat le moins convaincant. Parmi les 5 candidats restants, 3 se distinguent : Julien, Alexis et Anne-Cécile ; celui de Julien est coup de cœur. En revanche, Noémie et Jean-Edern ont réalisé des plats qui ne plaisent pas aux chefs. C'est finalement Jean-Edern qui est éliminé du concours,,.

### 9eépisode
Cet épisode est diffusé pour la première fois le lundi 17 mars 2014.
Ils ne sont toujours plus que 8, car un candidat a été réintégré la semaine précédente, tandis qu'un autre a été éliminé. Les candidats restant sont : Thibault, Julien L. , Steven, Pierre, Julien D. , Alexis, Anne-Cécile et Noémie.

#### Épreuve 1
Pour cette première épreuve, chaque candidat sera associé à un commis particulier, il y a Samuel et Ludovic de Pékin Express, qui font équipe avec Noémie et Julien D. , Sandrine Corman qui fait équipe avec Julien L. , Baptiste Giabiconi qui fait équipe avec Anne-Cécile, Cécile de Ménibus qui fait équipe avec Alexis, Pascal Sellem qui fait équipe avec Pierre, Malika Ménard qui fait équipe avec Thibault et le comédien Frédéric Bouraly (José de "Scènes de ménages") qui fait équipe avec Steven. Le but de l'épreuve est de travailler avec des produits qui peuvent être écœurants : des têtes de canard, des cœurs de bœuf, du lapin... Les chefs ne peuvent cuisiner qu'après une demi-heure et doivent également arrêter à 7 minutes de la fin pour laisser les commis faire le dressage. L'enjeu est de gagner une immunité. À la fin de l'épreuve, ce sont les commis qui goûtent les plats et qui désignent lequel ils préfèrent. En cas d'égalité, c'est le chef Constant qui tranche. À la fin du vote, il y a une égalité entre Anne-Cécile et Steven, le chef Constant décide de récompenser le travail d'Anne-Cécile et c'est elle qui gagne l'immunité.

#### Épreuve 2
Les candidats sont répartis en deux groupes, le premier comporte Julien L., Steven, Anne-Cécile et Noémie. Le second groupe comporte Pierre, Alexis, Julien D. et Thibault.

##### Groupe 1
Pour le premier groupe, les candidats se rendent à Mégève à la rencontre du chef trois étoiles Emmanuel Renaut. Ils doivent cuisiner des plats avec des produits imposés étant l'ortie, le bois, le foin et les épines de sapin. Les candidats se répartissent en équipe, la première équipe est composée de Julien et Anne-Cécile et l'autre de Noémie et Steven. Une fois le plat réalisé, après la première heure, Anne-Cécile et Steven vont présenter le plat à Emmanuel Renaut, ce dernier accorde un point à Anne-Cécile et Julien. Les candidats retrouvent ensuite Julien et Noémie qui ont commencé les desserts, durant la deuxième heure. Au terme de l'épreuve, le chef Renaut décide d'accorder un point à l'équipe de Noémie et Steven. Vu l'égalité, ce sont les chefs Marx et Constant qui doivent départager, ils décident finalement de qualifier Noémie et Steven. Anne-Cécile ayant l'immunité, seul Julien part en dernière chance.

##### Groupe 2
Le second groupe doit passer une épreuve très particulière, ils doivent réaliser des plats sur base de produits n'allant normalement pas ensemble, mais doivent également changer de plans de travail au son d'une sonnerie. Au terme de la tournante, les candidats retrouvent le plat qu'ils avaient choisi. Au terme de l'épreuve, seul un candidat est qualifié et c'est finalement Pierre qui se qualifie.

#### Épreuve 3: la dernière chance
Quatre candidats sont menacés d'être éliminés : Julien L., Julien D. , Alexis et Thibault. Le thème imposé pour la dernière chance est cette fois la pomme de terre, à faire en 1 heure. Les chefs soulignent à la fin de l'épreuve qu'il n'y a eu aucun ratage, tous les plats sont réussis. Cependant, Thibault et Julien D. sortent du lot, la décision se fera entre Alexis et Julien L.
C'est finalement Julien L. qui est éliminé,,.

### 10eépisode
Cet épisode est diffusé pour la première fois le lundi 24 mars 2014.
Il reste 7 candidats : Anne-Cécile, Noémie, Steven, Pierre, Thibault, Julien et Alexis.

#### Épreuve 1
Pour cette première épreuve qui peut apporter une immunité, les candidats doivent revisiter la tarte au citron meringuée, pour l'acteur François Berléand et sa femme Alexia Stresi, en 1 heure et demie.
François Berléand et sa femme choisissent les 4 assiettes qu'ils préfèrent visuellement : ils sélectionnent celles de Julien, Alexis, Noémie et Anne-Cécile. Ensuite, ils choisissent chacun au goût l'assiette qu'ils préfèrent, c'est Noémie et Anne-Cécile qui sont choisies.
Le chef Cyril Lignac tranche ensuite ; finalement c'est Anne-Cécile qui remporte l'immunité (pour la deuxième semaine consécutive).

#### Épreuve 2
Les candidats doivent réaliser un repas de solidarité afin de permettre à des enfants défavorisés de partir en vacances et de voir la mer pour la première fois. Ils sont répartis en 3 équipes, la première constituée de Pierre et Steven, la deuxième de Noémie et Julien et la troisième de Alexis et Thibault.

##### Partie 1
Pour la première partie de l'épreuve, chaque équipe prépare un plat. Pierre et Steven doivent réaliser l'entrée, qui se fera sur les fruits de mer, Noémie et Julien le plat principal, sur de la volaille et Thibault et Alexis le dessert sur base de l'ananas, le tout à réaliser en 2 heures pour 25 convives. Au terme de l'épreuve, le vote des convives qualifie Noémie et Julien tandis que les chefs qualifient Pierre et Steven. Thibault et Alexis doivent donc aller en épreuve de la dernière chance.

##### Partie 2
Pour la deuxième partie de l'épreuve, les deux équipes restantes s'affrontent sur un buffet de pâtisseries destinés aux enfants, à réaliser en 2 heures et demie. Un point est attribué par le chef Cyril Lignac, un autre par les enfants et leurs mères, et un autre par une épreuve intermédiaire.

###### Épreuve intermédiaire
Chaque équipe envoie un candidat qui doit cuisiner des huîtres de façon que les enfants apprécient, à faire en 15 minutes. Julien et Steven réalisent cette épreuve tandis que Noémie et Pierre continuent à travailler sur le buffet. Au terme de l'épreuve intermédiaire, tous les enfants choisissent le plat de Steven, son équipe gagne donc un point, et Noémie et Julien perdent le droit de cuisiner pendant 15 minutes.

##### Partie 2 (suite)
Au terme de l'épreuve, les enfants choisissent le buffet de Noémie et Julien, qui remporte donc un point. Les deux équipes sont alors à égalité, Cyril Lignac doit donc trancher ; il qualifie finalement Pierre et Steven.

#### Épreuve 3: la dernière chance
Pour cette dernière chance, les 4 candidats menacés (Thibault, Julien, Noémie et Alexis) doivent réaliser un plat à partir d’œuf en deux façons, et en 45 minutes. Lors du verdict, le plat de Thibault est au-dessus des autres selon les chefs. C'est finalement Julien Duboué, qui après avoir été réintégré, quitte le concours une seconde fois, et de manière définitive,,.

### 11eépisode
Cet épisode est diffusé pour la première fois le lundi 31 mars 2014.
Il reste 6 candidats : Anne-Cécile, Pierre, Steven, Thibault, Noémie et Alexis.

#### Épreuve 1
Pour cette épreuve, les candidats sont répartis en deux groupes : le premier est composé de Thibault, Steven et Alexis et le second de Pierre, Noémie et Anne-Cécile. Pour cette épreuve, les candidats doivent réaliser un plat sur base du thème "L'aile ou la cuisse" en 1 heure pour l'équipe. Ils doivent donc se relayer mais n'ont pas de compte à rebours, ils doivent donc eux-mêmes estimer le temps, soit (en moyenne) 20 minutes par candidat. L'équipe de Noémie, Pierre et Anne-Cécile cuisinera les cuisses de poulet et l'équipe de Steven, Thibault et Alexis, cuisinera l'aile de raie.
À la fin de l'épreuve, des membres de la confrérie de la marmite d'or et le chef Cyril Lignac qui goûtent les plats. Les membres de la confrérie choisissent l'équipe qu'ils ont préféré et le chef Lignac choisira le plat qu'il préfère. Les membres de la confrérie choisissent l'équipe de Noémie, Pierre et Anne-Cécile. Ensuite, le chef Lignac accorde son immunité à Pierre.

#### Épreuve 2
Pour cette deuxième épreuve, Noémie et Anne-Cécile doivent cuisiner au camping, pour se qualifier, elles doivent battre Norbert Tarayre, finaliste de top chef 2012. Norbert peut désigner avec qui les candidats vont travailler, il choisit de travailler lui, avec Simone, retraitée qui possède un camping-car ; il donne à Noémie, Manu, père de famille, qui possède un barbecue ; et il donne à Anne-Cécile, Alina, étudiante russe venue en France, qui possède des produits frais. Les candidats réalisent un menu complet : entrée, plat et dessert, en 2 heures et demie. À la fin de l'épreuve, ce sont 5 autres campeurs et les chefs Marx et Arabian qui dégustent les menus, et votent pour celui qu'ils préfèrent.
Le vote des 5 campeurs donne 10 points à Anne-Cécile, 17 points à Noémie et 18 points à Norbert. Chaque vote d'un chef donne 15 points en plus. Un chef vote pour Anne-Cécile et l'autre pour Norbert. Norbert remporte donc l'épreuve, Noémie et Anne-Cécile se retrouvent en dernière chance.

#### Épreuve 3
Pour cette troisième épreuve, Thibault, Alexis et Steven doivent cuisiner un plat traditionnel français et le revisiter de façon gastronomique, le visuel est particulièrement important lors de cette épreuve. Steven devra revisiter du couscous, Alexis du pot-au-feu et Thibault le petit salé aux lentilles, en 1 heure et demie. La tension était grande et plusieurs erreurs ont failli coûter leurs places aux candidats. C'est finalement Thibault qui convainc le mieux les chefs Piège et Constant, seul un manque d'assaisonnement rend cette assiette imparfaite. Thibault doit ensuite goûter les plats des autres candidats et désigner celui qui lui plait le plus. Thibault décide de garder l'assiette de Steven. Alexis part donc en dernière chance.

#### Épreuve 4: La dernière chance
3 candidats sont menacés d'élimination : Noémie, Anne-Cécile et Alexis. Le thème de cette dernière chance est le gigot d'agneau, à faire en 1 heure. Les chefs sont assez déçus des plats des candidats, toutefois, Alexis a présenté une assiette plus convaincante, il se qualifie donc et la décision se fera entre Noémie et Anne-Cécile.
C'est finalement Anne-Cécile qui est éliminée,,,.

### 12eépisode
Cet épisode est diffusé pour la première fois le lundi 7 avril 2014.
C'est maintenant les quarts de finale, les 5 candidats encore en lice sont : Pierre, Thibault, Steven, Alexis et Noémie.
Pour cette émission, l'objectif est de se qualifier pour la demi finale.

#### Épreuve 1
Pour cette première épreuve, le chef 2 étoiles et meilleur ouvrier de France, Philippe Etchebest va demander aux candidats de réaliser un grand classique de la cuisine française : le bar en croûte de feuilletage, timbale de légumes et crème de langoustine. Le chef Etchebest restera en cuisine afin de vérifier si les candidats ne font pas d'erreur professionnelle, si c'est le cas, le candidat en question reçoit un carton rouge. Le candidat qui aura le plus de cartons rouges à la fin ne sera pas dégusté.
À la fin de l'épreuve, Pierre et Steven ont 1 carton et les autres ont 2 cartons. Le chef Etchebest décide alors de ne pas goûter Alexis car il estime que c'est celui qui a manqué le plus de professionnalisme. Après la dégustation des plats, le chef Etchebest décide de qualifier Thibault.

#### Épreuve 2
Pour cette deuxième épreuve, les candidats rencontrent le chef 3 étoiles Yannick Alléno, sur le thème de la photo culinaire. Les candidats devront donc soigner plus que jamais le dressage. Le produit imposé pour cette épreuve est le bœuf bourguignon. Au terme de l'épreuve, les candidats apportent leurs photos au photographe du chef Alléno qui gardera les 2 photos qu'il préfère. Le chef choisira celles de Pierre et Steven. C'est au goût que la différence va se faire et c'est finalement Steven qui se qualifie pour la demi-finale et obtient aussi le privilège de voir sa photo publiée dans le magazine de Yannick Alléno.

#### Épreuve 3
Pour cette troisième épreuve, les candidats doivent réaliser un menu gastronomique pour un juré composé de 6 chefs 3 étoiles et aussi du juré de top chef. Mais ils doivent le faire avec le moins de budget possible, car au terme d'une journée au supermarché, le candidat qui aura coûté le plus cher ira en dernière chance. C'est Pierre qui sera le plus cher et ira en dernière chance. Noémie et Alexis s'affrontent donc. Noémie qui a coûté la moins cher peut choisir de cuisiner seule 3 heures ou avec Pierre 2 heures. Elle décide de cuisiner seule 3 heures et laisse Alexis avec Pierre.
À la fin de l'épreuve, les menus sont dégustés, avec des très bons plats, et d'autres un peu moins, dans les deux menus. C'est finalement Noémie qui se qualifie pour la demi-finale.

#### Épreuve 4: la dernière chance
C'est la dernière chance pour obtenir sa place en demi-finale. Pierre et Alexis ont eu 45 minutes pour réaliser un plat à base de canette. Après dégustation, il en ressort que les deux plats sont excellents, les chefs ont du mal à départager ces plats et a éliminer mais Alexis, qui a montré une grande technique mais peu d'originalité, est éliminé. Pierre est donc qualifié pour les demi-finales,,.

### 13eépisode - Demi-finale
Cet épisode est diffusé pour la première fois le lundi 14 avril 2014.
C'est la demi-finale, il ne reste plus que 4 candidats : Thibault, Steven, Noémie et Pierre.

#### Épreuve 1
Pour cette première épreuve, les candidats vont avoir le privilège d'être jugés par 8 inspecteurs du célèbre guide Michelin. Ils doivent réaliser un menu à base de sardines (en entrée), selles d'agneau (en plat) et abricots (en dessert). Ils ont 3 heures pour réaliser cela. Dans l'ensemble, la prestation est très appréciée des inspecteurs, pour qui la relève de la gastronomie française est assurée. À la fin de l'épreuve, les inspecteurs choisissent le menu qu'ils préfèrent et ce menu permet à son auteur de se qualifier pour la finale. C'est le menu de Thibault qui est choisi, il se qualifie donc pour la finale.

#### Épreuve 2
Lors de cette épreuve, les candidats se rendent au village de Saint-Prix, ils doivent réaliser un menu plat-dessert avec seulement des épluchures et des carcasses, en 3 heures. Ils seront assistés par deux commis chacun, qu'ils choisissent parmi 10 personnes. Une fois le menu réalisé, les habitants du village et les chef désignent séparément le menu qu'ils préfèrent. Pour se qualifier, il faut remporter les deux votes. Noémie remporte le vote des villageois mais c'est Pierre qui remporte celui des chefs. Personne ne se qualifie donc.

#### Épreuve 3
Pour cette troisième épreuve, le chef Jean-François Piège demande aux candidats de réaliser deux hors-d’œuvre, un plat chaud et un plat froid, en 1 heure. Pour se qualifier pour la finale, les candidats doivent remporter les deux épreuves. Noémie obtient le vote du chef sur le hors-d'œuvre froid mais c'est Pierre qui obtient le vote sur le hors-d'œuvre chaud. Personne ne se qualifie donc pour la finale, il faudra se départager à la dernière chance.

#### Épreuve 4: dernière chance
Lors de cette dernière chance, le produit imposé est la sole, à faire en 20 minutes. Après dégustation, un plat ressort gagnant, c'est celui de Pierre, qui se qualifie aussi pour la finale. Les jurés doivent départager Noémie et Steven. Il ressort que l'assiette de Steven n'a aucune erreur technique mais qu'elle manque cruellement d'émotions.
C'est finalement Noémie qui se qualifie pour la finale et Steven qui est éliminé,,,.

### 14eépisode - Finale
Cet épisode est diffusé pour la première fois le lundi 21 avril 2014.
C'est la grande finale de top chef 2014, les candidats au titre sont Thibault, Pierre et Noémie.

#### Épreuve de qualification
L'épreuve de qualification directe se déroule sur une péniche naviguant sur la seine. Le thème porte sur les plats parisiens emblématiques, en trois épreuves : revisiter la salade parisienne, le sandwich jambon-beurre et le saumon à la parisienne. 

Pour le 1er plat, les candidats sont jugés consécutivement par 8 anciens candidats de la saison 5, qui leur attribuent chacun 1 point ; Thibault a 2, Noémie a 1, et Pierre a 5. Ensuite, les conjoints des candidats goûtent le 2e plat et attribuent chacun 3 points à leur préféré ; Thibault a 5, Noémie a 4, et Pierre a 8. Le 3e plat est dégusté par Jean Imbert, ce dernier qualifiant le premier candidat ; Pierre a son vote. Les deux autres candidats seront départagés par les chefs ; Thibault a le vote des chefs.
→ Noémie est éliminée, ce sont donc Pierre Augé et Thibault Sombardier qui s'affrontent pour le titre.

#### Épreuve finale
La finale se déroule au château de Chambord avec des équipes imposées aux deux finalistes : Thibault est assisté par des nouveaux candidats de la saison 5, tandis que Pierre est assisté par des anciens candidats des saisons précédentes. Ils ont 8 heures de cuisine pour faire chacun 105 menus (entrée, plat, dessert) pour 105 convives (les 5 chefs et 100 bénévoles). Les chefs ont tous voté 6/10 pour Pierre et 4/10 pour Thibault.
→ C'est finalement Pierre qui s'impose dans cette saison 5 avec 62,48% des votes du public et chefs confondus. Il gagne ainsi 62 480 €,,.
À partir de cette saison 5, le gagnant ne remporte plus 100 000 € comme dans les saisons précédentes, mais une somme établie au prorata des votes obtenus par le candidat lors de la finale. Cela avait créé une discrète polémique lancée par Pierre Augé, qui disait alors : « On ne peut plus gagner 100 000 euros. Le système est mal fait. On gagne au prorata des votes sur la finale. 60 % des votes équivalent à 60 000 euros. Quant au deuxième, il n’a pas le reste. C’est nul. »,.

## Audiences
| Épisode | Jour et horaire de diffusion              | Téléspectateurs | Parts de marché (sur les 4 ans et plus) | Référence |
| ------- | ----------------------------------------- | --------------- | --------------------------------------- | --------- |
| 1       | Lundi 20 janvier 2014 (20 h 50 - 23 h 55) | 3 142 000       | 14,8 %                                  | [ 86 ]    |
| 2       | Lundi 27 janvier 2014 (20 h 50 - 23 h 50) | 2 954 000       | 14 %                                    | [ 87 ]    |
| 3       | Lundi 3 février 2014 (20 h 50 - 23 h 55)  | 2 877 000       | 13,7 %                                  | [ 88 ]    |
| 4       | Lundi 10 février 2014 (20 h 50 - 23 h 50) | 2 966 000       | 14,2 %                                  | [ 89 ]    |
| 5       | Lundi 17 février 2014 (20 h 50 - 23 h 45) | 2 612 000       | 11,7 %                                  | [ 90 ]    |
| 6       | Lundi 24 février 2014 (20 h 50 - 23 h 45) | 2 505 000       | 11,2 %                                  | [ 91 ]    |
| 7       | Lundi 3 mars 2014 (20 h 50 - 23 h 45)     | 2 715 000       | 12,2 %                                  | [ 92 ]    |
| 8       | Lundi 10 mars 2014 (20 h 50 - 23 h 40)    | 2 750 000       | 12,9 %                                  | [ 93 ]    |
| 9       | Lundi 17 mars 2014 (20 h 50 - 23 h 45)    | 2 709 000       | 13,3 %                                  | [ 94 ]    |
| 10      | Lundi 24 mars 2014 (20 h 50 - 23 h 40)    | 2 786 000       | 13,2 %                                  | [ 95 ]    |
| 11      | Lundi 31 mars 2014 (20 h 50 - 23 h 45)    | 2 719 000       | 12,7 %                                  | [ 96 ]    |
| 12      | Lundi 7 avril 2014 (20 h 50 - 23 h 45)    | 2 877 000       | 14,1 %                                  | [ 97 ]    |
| 13      | Lundi 14 avril 2014 (20 h 50 - 23 h 45)   | 2 892 000       | 13,5 %                                  | [ 98 ]    |
| 14      | Lundi 21 avril 2014 (20 h 50 - 23 h 45)   | 3 469 000       | 16,9 %                                  | [ 99 ]    |

L'émission est également suivie en replay, mais la chaîne ne communique pas sur ses audiences.